# Корисні копалини України
Ко́рисні копа́лини України — корисні копалини в межах України.
Україна належить до провідних мінерально-сировинних держав світу. Поєднання різновікових (від архею до кайнозою) структурних елементів, що сформувалися внаслідок впливу всіх властивих становленню земної кори процесів, зумовило широкий діапазон корисних копалин, що становлять мінерально-сировинну базу країни. На початок XXI ст. Україна, яка займала всього 0,4 % земної суші і де проживало 0,8 % населення планети, мала в своїх надрах 5 % мінерально-сировинного потенціалу світу.
Станом на 1 січня 2019 в Україні налічувалося 2233 родовища горючих корисних копалин, 147 — рудних, 4676 — нерудних, 1705 родовищ підземних вод, лікувальних грязей та ропи.
В Україні у значних обсягах видобувалося кам'яне вугілля (2 % світового видобутку), залізні та марганцеві руди (4 % та 10 % відповідно), графіт (4 %), каолін (18 %), уранові (2 %), титанові, цирконієві руди, германій, нерудна металургійна сировина, сировина для виробництва будівельних матеріалів та ін.
На час проголошення Україною незалежності мінерально-сировинний комплекс забезпечував близько чверті валового національного продукту, із видобуванням та використанням корисних копалин було пов'язано близько половини промислового потенціалу країни та до 20 % її трудових ресурсів.
Від реалізації мінерально-сировинної продукції (у першу чергу, чорних металів та виробів із них) Україна отримувала близько третини експортного виторгу.
Однак у 90-х роках XX ст. внаслідок скорочення обсягів геологорозвідувальних робіт (у 3—4 рази) приріст розвіданих запасів більшості важливих корисних копалин перестав компенсувати їх видобуток.
Вартість розвіданих запасів на початок XXI ст. становила 150—200 тис. доларів США на душу населення.

## Загальна характеристика
В Україні станом на початок ХХІ ст. понад 20 тис. родовищ і проявів 117 видів корисних копалин з яких 8700 мають промислове значення і враховувалися Державним балансом запасів України., за даними IMES — 200 видів корисних копалин, 120 із яких використовує людство сьогодні. Найбільше економічне значення мали кам'яне вугілля, нафта і газ, залізні і марганцеві руди, кам'яна і калійна солі, нерудні будівельні матеріали, мінеральні води. Їхні родовища розташовані в різних геологічних регіонах України. За розвіданими запасами деяких корисних копалин Україна випереджала РФ, США, Велику Британію, Францію, ФРН, Канаду та ін. Зокрема, за запасами й видобутком залізних, марганцевих, титано-цирконієвих руд, багатьох видів неметалічної сировини Україна наприкінці XX ст. посідала провідне місце серед країн пострадянського простору, Європи й світу.
За промисловим використанням зазвичай виділяють такі групи корисних копалин:
- горючі (паливні);
- металічні (рудні);
- неметалічні (нерудні);
- гідромінеральні.

Утім, Державною програмою розвитку мінерально-сировинної бази України на період до 2030 року, яка була ухвалена 2011 року, передбачено поділ мінерально-сировинної бази за промислово-економічною ознакою. Класифікація виходила з реалій ринкової економіки, в якій жорстка конкуренція між виробниками робить неможливим активне використання бідної сировини. Відповідна тенденція (розробка найбагатших родовищ) спостерігалася в усіх країнах із ринковою економікою починаючи з кінця XX-го ст.
У цій класифікації було виділено такі сировинні категорії:
- категорія А — сировина, що інтенсивно видобувається в Україні (конкурентна). Характеризується значними розвіданими запасами, є предметом експорту (здебільшого):
  - Енергетичні: вугілля, нафта з конденсатом (не експортується, бо видобуток не покриває внутрішніх потреб), газ (не експортується), уран;
  - Рудні: залізні та марганцеві руди, титанові руди.
- категорія Б — видобуток сировини рентабельний (сировина конкурентоспроможна), але видобувається в обмежених обсягах (менше потреб). Зазвичай розвідані запаси родовищ невеликі (або виснажені), нові родовища недостатньо вивчені, розробка ускладнена екологічними проблемами тощо:
  - Рудні: нікель і кобальт;
  - Нерудні: самородна сірка, калійні солі, каолін, чисті вапняки (для цукрової промисловості), бутовий камінь і щебінь.
- категорія В — українська сировина неконкурентоспроможна порівняно з імпортною. Видобувається в незначних обсягах (або не видобувається взагалі), хоча родовища наявні й запаси розвідані. Активне видобування цієї сировини може розпочатися (чи відновитися) після вичерпання дешевих світових ресурсів або внаслідок освоєння новітніх технологій:
  - Енергетичні: метан вугільних родовищ і сланцевий газ;
  - Рудні: алюміній, літій, золото та срібло, платиноїди, лантаноїди і близький до них ітрій;
  - Нерудні: флюсові вапняки й доломіти, бентонітові глини, барит, графіт.
- категорія Г — родовища в Україні промислово не розробляються, поклади вивчені недостатньо. Сировина може стати важливою в перспективі.

| Загальна картина запасів корисних копалин в Україні на кінець XX ст. | Загальна картина запасів корисних копалин в Україні на кінець XX ст. | Загальна картина запасів корисних копалин в Україні на кінець XX ст. | Загальна картина запасів корисних копалин в Україні на кінець XX ст. | Загальна картина запасів корисних копалин в Україні на кінець XX ст. | Загальна картина запасів корисних копалин в Україні на кінець XX ст. | Загальна картина запасів корисних копалин в Україні на кінець XX ст. | Загальна картина запасів корисних копалин в Україні на кінець XX ст. | Загальна картина запасів корисних копалин в Україні на кінець XX ст. |
| № п/п                                                                | Корисна копалина, сорт, різновид                                     | Одиниця вимірювання                                                  | Кількість родовищ                                                    | Балансові запаси категорії A+B+C1, на 01.01.1999                     | Погашено запасів у 1998 році                                         |                                                                      |                                                                      |                                                                      |
| Всього                                                               | Розробл.                                                             | Всього                                                               | Розробл.                                                             | Всього                                                               | Розробл.                                                             |                                                                      |                                                                      |                                                                      |
| Горючі корисні копалини                                              |                                                                      |                                                                      |                                                                      |                                                                      |                                                                      |                                                                      |                                                                      |                                                                      |
| Газоподібні                                                          |                                                                      |                                                                      |                                                                      |                                                                      |                                                                      |                                                                      |                                                                      |                                                                      |
| -------------------------------------------------------------------- | -------------------------------------------------------------------- | -------------------------------------------------------------------- | -------------------------------------------------------------------- | -------------------------------------------------------------------- | -------------------------------------------------------------------- | -------------------------------------------------------------------- | -------------------------------------------------------------------- | -------------------------------------------------------------------- |
| 1                                                                    | Газ природний                                                        |                                                                      |                                                                      |                                                                      |                                                                      |                                                                      |                                                                      |                                                                      |
| 1                                                                    | Вільний                                                              | млн м³                                                               | 245                                                                  | 135                                                                  | 1089580                                                              | 790136                                                               | 17305                                                                | 22                                                                   |
| 1                                                                    | Розчинений                                                           | млн м³                                                               | 109                                                                  | 88                                                                   | 37317                                                                | 34165                                                                | 723                                                                  | 15                                                                   |
| 2                                                                    | Гелій                                                                |                                                                      |                                                                      |                                                                      |                                                                      |                                                                      |                                                                      |                                                                      |
| 2                                                                    | З вільного газу                                                      | тис. м³                                                              | 61                                                                   | 48                                                                   | 216867                                                               | 167987                                                               | —                                                                    | 4904                                                                 |
| 2                                                                    | З розчиненого у нафті                                                | тис. м³                                                              | 5                                                                    | 5                                                                    | 375                                                                  | 375                                                                  | —                                                                    | 2                                                                    |
| 3                                                                    | Етан                                                                 |                                                                      |                                                                      |                                                                      |                                                                      |                                                                      |                                                                      |                                                                      |
| 3                                                                    | З вільного газу                                                      | тис. т                                                               | 73                                                                   | 60                                                                   | 56371                                                                | 44325                                                                | —                                                                    | 920                                                                  |
| 3                                                                    | З розчиненого у нафті                                                | тис. т                                                               | 32                                                                   | 32                                                                   | 1530                                                                 | 1528                                                                 | —                                                                    | 44                                                                   |
| 4                                                                    | Пропан                                                               |                                                                      |                                                                      |                                                                      |                                                                      |                                                                      |                                                                      |                                                                      |
| 4                                                                    | З вільного газу                                                      | тис. т                                                               | 73                                                                   | 60                                                                   | 30614                                                                | 24653                                                                | —                                                                    | 486                                                                  |
| 4                                                                    | З розчиненого у нафті                                                | тис. т                                                               | 32                                                                   | 32                                                                   | 1481                                                                 | 1479                                                                 | —                                                                    | 52                                                                   |
| 5                                                                    | Бутани                                                               |                                                                      |                                                                      |                                                                      |                                                                      |                                                                      |                                                                      |                                                                      |
| 5                                                                    | З вільного газу                                                      | тис. т                                                               | 73                                                                   | 60                                                                   | 14032                                                                | 11440                                                                | —                                                                    | 257                                                                  |
| 5                                                                    | З розчиненого у нафті                                                | тис. т                                                               | 31                                                                   | 32                                                                   | 849                                                                  | 848                                                                  | —                                                                    | 23                                                                   |
| 6                                                                    | Газ природний вугільних шахт                                         | тис. м³                                                              | 125                                                                  | 76                                                                   | 153948,6                                                             | 70473,5                                                              | 387,25                                                               | —                                                                    |
| Рідкі                                                                |                                                                      |                                                                      |                                                                      |                                                                      |                                                                      |                                                                      |                                                                      |                                                                      |
| 7                                                                    | Нафта                                                                | тис. т                                                               | 134                                                                  | 87                                                                   | 141648                                                               | 117204                                                               | 2684                                                                 | —                                                                    |
| 8                                                                    | Газовий конденсат                                                    | тис. т                                                               | 155                                                                  | 101                                                                  | 80286                                                                | 56761                                                                | 1163                                                                 | 153                                                                  |
| Тверді                                                               |                                                                      |                                                                      |                                                                      |                                                                      |                                                                      |                                                                      |                                                                      |                                                                      |
| 9                                                                    | Вугілля                                                              |                                                                      |                                                                      |                                                                      |                                                                      |                                                                      |                                                                      |                                                                      |
| 9                                                                    | Буре                                                                 | тис. т                                                               | 78                                                                   | 9                                                                    | 2583068                                                              | 121326                                                               | 1298                                                                 | 311                                                                  |
| 9                                                                    | Кам'яне                                                              | тис. т                                                               | 680                                                                  | 236                                                                  | 43038715                                                             | 9521851                                                              | 50597                                                                | 7826                                                                 |
| 10                                                                   | Торф                                                                 | тис. т                                                               | 1561                                                                 | 505                                                                  | 660507                                                               | 435496                                                               | 856                                                                  | 55                                                                   |
| 11                                                                   | Сапропель                                                            | тис. т                                                               | 274                                                                  | 8                                                                    | 56430                                                                | 4754                                                                 | —                                                                    | —                                                                    |
| Металічні корисні копалини                                           |                                                                      |                                                                      |                                                                      |                                                                      |                                                                      |                                                                      |                                                                      |                                                                      |
| Руди чорних металів                                                  |                                                                      |                                                                      |                                                                      |                                                                      |                                                                      |                                                                      |                                                                      |                                                                      |
| 12                                                                   | Руди заліза                                                          | руда, тис. т                                                         | 57                                                                   | 33                                                                   | 25947232                                                             | 17545512                                                             | 113256                                                               | 4020                                                                 |
| 13                                                                   | Руди марганцю                                                        | руда, тис. т                                                         | 3                                                                    | 2                                                                    | 2262230                                                              | 251628                                                               | 5568                                                                 | 452                                                                  |
| Руди кольорових металів                                              |                                                                      |                                                                      |                                                                      |                                                                      |                                                                      |                                                                      |                                                                      |                                                                      |
| 14                                                                   | Руди алюмінію                                                        | руда, тис. т                                                         | 1                                                                    | 0                                                                    | 18885                                                                | —                                                                    | —                                                                    | —                                                                    |
| 16                                                                   | Руди свинцю та цинку                                                 | руда, тис. т                                                         |                                                                      |                                                                      | 22024                                                                |                                                                      |                                                                      |                                                                      |
| 16                                                                   | Руди свинцю та цинку                                                 | свинець, тис. т                                                      | 3                                                                    | 0                                                                    | 301,5                                                                |                                                                      |                                                                      |                                                                      |
| 16                                                                   | Руди свинцю та цинку                                                 | цинк, тис. т                                                         | 4                                                                    | 0                                                                    | 723,7                                                                |                                                                      |                                                                      |                                                                      |
| Руди рідкісних металів                                               |                                                                      |                                                                      |                                                                      |                                                                      |                                                                      |                                                                      |                                                                      |                                                                      |
| 24                                                                   | Руди ртуті                                                           | руда, тис. т                                                         | 11                                                                   | 4                                                                    | 5245                                                                 | 5223                                                                 | —                                                                    | —                                                                    |
| 24                                                                   | Руди ртуті                                                           | ртуть, т                                                             |                                                                      |                                                                      | 5017                                                                 | 4883                                                                 | —                                                                    | —                                                                    |
| Елементи розсіяні                                                    |                                                                      |                                                                      |                                                                      |                                                                      |                                                                      |                                                                      |                                                                      |                                                                      |
| 30                                                                   | Германій                                                             | вугілля, тис. т                                                      | 203                                                                  | 87                                                                   | 7684931                                                              | 2665669                                                              | 14360                                                                | 1867                                                                 |
| 30                                                                   | Германій                                                             | германій, т                                                          |                                                                      |                                                                      | 38082,04                                                             | 13894,11                                                             | 54,35                                                                | 6,67                                                                 |
| Неметалічні корисні копалини                                         |                                                                      |                                                                      |                                                                      |                                                                      |                                                                      |                                                                      |                                                                      |                                                                      |
| Гірничо-хімічні корисні копалини                                     |                                                                      |                                                                      |                                                                      |                                                                      |                                                                      |                                                                      |                                                                      |                                                                      |
| 34                                                                   | Апатит                                                               | руда, тис. т                                                         | 3                                                                    | 0                                                                    | 1955062                                                              | —                                                                    | —                                                                    | —                                                                    |
| 34                                                                   | Апатит                                                               | Р2О5, тис. т                                                         |                                                                      |                                                                      | 66694                                                                | —                                                                    | —                                                                    | —                                                                    |
| 35                                                                   | Барит                                                                | руда, тис. т                                                         | 1                                                                    | 0                                                                    | 2522                                                                 | —                                                                    | —                                                                    | —                                                                    |
| 35                                                                   | Барит                                                                | барит, тис. т                                                        |                                                                      |                                                                      | 1009                                                                 | —                                                                    | —                                                                    | —                                                                    |
| 36                                                                   | Бішофіт                                                              | руда, тис. м³                                                        | 1                                                                    | 0                                                                    | 11900                                                                | —                                                                    | —                                                                    | —                                                                    |
| 36                                                                   | Бішофіт                                                              | розчин м³/міс.                                                       |                                                                      |                                                                      | 720                                                                  | —                                                                    | —                                                                    | —                                                                    |
| 37                                                                   | Бром (статичні запаси)                                               | ропа і розсоли, тис. т                                               | 2                                                                    | 2                                                                    | 216,02                                                               | 216,02                                                               | 1,79                                                                 | —                                                                    |
| 38                                                                   | Сапоніт                                                              | тис. т                                                               | 1                                                                    | —                                                                    | 29638 (С2)                                                           | —                                                                    | —                                                                    | —                                                                    |
| 39                                                                   | Сировина карбонатна для вапнування кислих ґрунтів                    | Тис. т                                                               | 31                                                                   | 2                                                                    | 88895                                                                | 218                                                                  | 10                                                                   | —                                                                    |
| 40                                                                   | Сировина для виробництва мінеральних пігментів                       | тис. т                                                               | 11                                                                   | 3                                                                    | 11324,3                                                              | 1007,7                                                               | 22,8                                                                 | 1                                                                    |
| 41                                                                   | Сировина карбонатна для кормових додатків                            | тис. т                                                               | 2                                                                    | 0                                                                    | 6625                                                                 | —                                                                    | —                                                                    | —                                                                    |
| 42                                                                   | Сировина карбонатна для хімічної промисловості                       | тис. т                                                               | 4                                                                    | 3                                                                    | 72323                                                                | 59736                                                                | 193                                                                  | 3                                                                    |
| 43                                                                   | Сировина карбонатна для цукрової промисловості                       | тис. т                                                               | 14                                                                   | 10                                                                   | 334479                                                               | 212627                                                               | 1074                                                                 | —                                                                    |
| 44                                                                   | Сіль калійна                                                         | сирі солі, тис.т                                                     | 13                                                                   | 2                                                                    | 2350576                                                              | 731743                                                               | 407                                                                  | 40                                                                   |
| 44                                                                   | Сіль калійна                                                         | К2О, тис.т                                                           |                                                                      |                                                                      | 250258                                                               | 78492                                                                | 43                                                                   | 5                                                                    |
| 45                                                                   | Кухонна сіль                                                         | тис. т                                                               | 14                                                                   | 11                                                                   | 16674149                                                             | 11389999                                                             | 3425                                                                 | 6346                                                                 |
| 46                                                                   | Сіль магнієва                                                        | сирі солі, тис. т                                                    | 5                                                                    | 4                                                                    | 1141875                                                              | 1141875                                                              | 407                                                                  | 40                                                                   |
| 46                                                                   | Сіль магнієва                                                        | MgO, тис. т                                                          |                                                                      |                                                                      | 87051,3                                                              | 86953,3                                                              | 105,5                                                                | 5                                                                    |
| 47                                                                   | Сірка                                                                | руда, тис. т                                                         | 12                                                                   | 5                                                                    | 525931                                                               | 295248                                                               | 423                                                                  | 2                                                                    |
| 47                                                                   | Сірка                                                                | сірка, тис. т                                                        |                                                                      |                                                                      | 133051                                                               | 74428                                                                | 113                                                                  | 1                                                                    |
| 48                                                                   | Фосфорит                                                             | руда, тис. т                                                         | 5                                                                    | 1                                                                    | 300004                                                               | 2007 (С2)                                                            | —                                                                    | —                                                                    |
| 48                                                                   | Фосфорит                                                             | Р2О5, тис. т                                                         |                                                                      |                                                                      | 6663                                                                 | 113                                                                  | —                                                                    | —                                                                    |
| 49                                                                   | Флуор                                                                | руда, тис. т                                                         | 2                                                                    | 0                                                                    | 905209                                                               | —                                                                    | —                                                                    | —                                                                    |
| 49                                                                   | Флуор                                                                | флуор, тис. т                                                        |                                                                      |                                                                      | 2923,6                                                               | —                                                                    | —                                                                    | —                                                                    |
| Гірничорудні корисні копалини                                        |                                                                      |                                                                      |                                                                      |                                                                      |                                                                      |                                                                      |                                                                      |                                                                      |
| 50                                                                   | Бурштин                                                              | —                                                                    | 2                                                                    | 2                                                                    | —                                                                    | —                                                                    | —                                                                    | —                                                                    |
| 51                                                                   | Глини бентонітові                                                    | тис. т                                                               | 6                                                                    | 3                                                                    | 61054                                                                | 60460                                                                | 122                                                                  | 6                                                                    |
| 52                                                                   | Графіт                                                               | руда, тис. т                                                         | 5                                                                    | 1                                                                    | 125748                                                               | 96889                                                                | 72                                                                   | 3                                                                    |
| 52                                                                   | Графіт                                                               | графіт. тис. т                                                       |                                                                      |                                                                      | 7836,7                                                               | 6148,7                                                               | 4,6                                                                  | 0,2                                                                  |
| 53                                                                   | Каолін                                                               | тис. т                                                               | 34                                                                   | 22                                                                   | 451551,75                                                            | 222532,75                                                            | 1237,25                                                              | 99                                                                   |
| 54                                                                   | Озокерит                                                             | т                                                                    | 3                                                                    | 1                                                                    | 191993                                                               | 113679                                                               | —                                                                    | —                                                                    |
| 55                                                                   | Онікс мармуровий                                                     | т                                                                    | 1                                                                    | 0                                                                    | 213(С2)                                                              | —                                                                    | —                                                                    | —                                                                    |
| 56                                                                   | Родоніт                                                              | т                                                                    | 1                                                                    | 0                                                                    | 419(С2)                                                              | —                                                                    | —                                                                    | —                                                                    |
| 57                                                                   | Сировина абразивна                                                   | руда, тис. т                                                         | 4                                                                    | 3                                                                    | 54235,1                                                              | 49799,1                                                              | 33,4                                                                 | —                                                                    |
| 57                                                                   | Сировина абразивна                                                   | мінерал, тис.т                                                       |                                                                      |                                                                      | 4102,6                                                               | 3429,6                                                               | 1,2                                                                  | —                                                                    |
| 58                                                                   | Сировина п'єзооптична                                                | —                                                                    | 1                                                                    | 1                                                                    | —                                                                    | —                                                                    | —                                                                    | —                                                                    |
| 59                                                                   | Сировина польовошпатова                                              | тис. т                                                               | 7                                                                    | 4                                                                    | 6833,28                                                              | 6206,28                                                              | 13,88                                                                | 1,03                                                                 |
| 60                                                                   | Сланець пірофілітовий                                                | тис. т                                                               | 2                                                                    | 0                                                                    | 1780                                                                 | —                                                                    | —                                                                    | —                                                                    |
| 61                                                                   | Цеоліти                                                              | тис. т                                                               | 3                                                                    | 2                                                                    | 130402                                                               | 130123                                                               | 14                                                                   | 1                                                                    |
| Нерудні корисні копалини для металургії                              |                                                                      |                                                                      |                                                                      |                                                                      |                                                                      |                                                                      |                                                                      |                                                                      |
| 62                                                                   | Вапняк флюсовий                                                      | тис. т                                                               | 14                                                                   | 7                                                                    | 2468368                                                              | 1551824                                                              | 20231                                                                | 1111                                                                 |
| 63                                                                   | Глина для вогнетривів                                                | тис. т                                                               | 20                                                                   | 8                                                                    | 519519                                                               | 307657                                                               | 1718                                                                 | 182                                                                  |
| 64                                                                   | Доломіт для металургії                                               | тис. т                                                               | 8                                                                    | 4                                                                    | 424403                                                               | 134988                                                               | 247                                                                  | 36                                                                   |
| 65                                                                   | Кварцит і кварц для вогнетривів                                      | тис. т                                                               | 6                                                                    | 5                                                                    | 168561                                                               | 153353                                                               | 833                                                                  | 2                                                                    |
| 66                                                                   | Магнезит                                                             | тис. т                                                               | 1                                                                    | 0                                                                    | 105134                                                               | —                                                                    | —                                                                    | —                                                                    |
| 67                                                                   | Пісок формувальний                                                   | тис. т                                                               | 22                                                                   | 10                                                                   | 882714                                                               | 682897                                                               | 5633                                                                 | 332                                                                  |
| 68                                                                   | Плавиковий шпат                                                      | руда, тис.т                                                          | 1                                                                    | 0                                                                    | 1927                                                                 | —                                                                    | —                                                                    | —                                                                    |
| 68                                                                   | Плавиковий шпат                                                      | CaF2, тис.т                                                          |                                                                      |                                                                      | 1231                                                                 | —                                                                    | —                                                                    | —                                                                    |
| 69                                                                   | Сировина високоглиноземна (дистен-силіманіт)                         | руда, тис.м³                                                         | 2                                                                    | 1                                                                    | 181767                                                               | 153713                                                               | 3622                                                                 | 206                                                                  |
| 69                                                                   | Сировина високоглиноземна (дистен-силіманіт)                         | мінерал, тис.т                                                       |                                                                      |                                                                      | 3126,4                                                               | 1966,4                                                               | 68                                                                   | 3,7                                                                  |
| 70                                                                   | Ставроліт                                                            | тис. т                                                               | 1                                                                    | 1                                                                    | 1974                                                                 | 1974                                                                 | 50                                                                   | 3                                                                    |
| Корисні копалини для будівництва                                     |                                                                      |                                                                      |                                                                      |                                                                      |                                                                      |                                                                      |                                                                      |                                                                      |
| 71                                                                   | Бітум                                                                | вугілля, тис. т                                                      | 18                                                                   | 3                                                                    | 197116                                                               | 15800                                                                | 209                                                                  | 60                                                                   |
| 71                                                                   | Бітум                                                                | бітум, тис. т                                                        |                                                                      |                                                                      | 3126,4                                                               | 1966,4                                                               | 68                                                                   | 3,7                                                                  |
| 72                                                                   | Вапняк для випалювання на вапно                                      | тис. т                                                               | 92                                                                   | 31                                                                   | 751129                                                               | 460419                                                               | 1728                                                                 | 11                                                                   |
| 73                                                                   | Гіпс та ангідрит                                                     | тис. т                                                               | 35                                                                   | 9                                                                    | 457624                                                               | 202878                                                               | 396                                                                  | 128                                                                  |
| 74                                                                   | Глина тугоплавка                                                     | тис. т                                                               | 23                                                                   | 11                                                                   | 106451                                                               | 62355                                                                | 287                                                                  | 20                                                                   |
| 75                                                                   | Камінь будівельний                                                   | тис. м³                                                              | 711                                                                  | 326                                                                  | 9298769                                                              | 4663159                                                              | 17573                                                                | 214                                                                  |
| 76                                                                   | Камінь облицювальний                                                 | тис. м³                                                              | 157                                                                  | 84                                                                   | 378677                                                               | 214704                                                               | 214                                                                  | —                                                                    |
| 77                                                                   | Камінь пиляний                                                       | тис. м³                                                              | 188                                                                  | 113                                                                  | 1032351                                                              | 634281                                                               | 1135                                                                 | 465                                                                  |
| 78                                                                   | Крейда будівельна                                                    | тис. т                                                               | 66                                                                   | 22                                                                   | 505210                                                               | 215226                                                               | 497                                                                  | 13                                                                   |
| 79                                                                   | Мергель будівельний                                                  | тис. м³                                                              | 1                                                                    | 0                                                                    | 284                                                                  | —                                                                    | —                                                                    | —                                                                    |
| 80                                                                   | Пісок будівельний                                                    | тис. м³                                                              | 344                                                                  | 117                                                                  | 2637174                                                              | 1017534                                                              | 4678                                                                 | 317                                                                  |
| 81                                                                   | Пісок для пісочниць локомотивів                                      | тис. м³                                                              | 8                                                                    | 2                                                                    | 12109                                                                | 3680                                                                 | 47                                                                   | —                                                                    |
| 82                                                                   | Сировина для закладання виїмкового простору                          | тис. т                                                               | 4                                                                    | 3                                                                    | 221241                                                               | 219787                                                               | 224                                                                  | 839                                                                  |
| 83                                                                   | Сировина для мінеральної вати та волокон                             | тис. т                                                               | 4                                                                    | 2                                                                    | 134454                                                               | 1193                                                                 | 13                                                                   | 3                                                                    |
| 84                                                                   | Сировина керамзитова                                                 | тис. м³                                                              | 53                                                                   | 19                                                                   | 317977                                                               | 83076                                                                | 156                                                                  | 1                                                                    |
| 85                                                                   | Сировина крем'яна (кристобаліт-опалова)                              | тис. м³                                                              | 5                                                                    | 1                                                                    | 43575                                                                | 2899                                                                 | —                                                                    | —                                                                    |
| 86                                                                   | Сировина перлітова                                                   | тис. м³                                                              | 3                                                                    | 2                                                                    | 48034                                                                | 15317                                                                | 14                                                                   | 2                                                                    |
| 87                                                                   | Сировина петрургійна                                                 | тис. т                                                               | 1                                                                    | 0                                                                    | 26038                                                                | —                                                                    | —                                                                    | —                                                                    |
| 88                                                                   | Сировина скляна                                                      | тис. т                                                               | 29                                                                   | 11                                                                   | 247927                                                               | 57968                                                                | 692                                                                  | 32                                                                   |
| 89                                                                   | Сировина цегельно-черепична                                          | тис. м³                                                              | 1818                                                                 | 839                                                                  | 2404200                                                              | 987909                                                               | 2677                                                                 | 98                                                                   |
| 90                                                                   | Сировина цементна                                                    | тис. т                                                               | 38                                                                   | 22                                                                   | 3086370                                                              | 1826554                                                              | 8289                                                                 | 158                                                                  |
| 91                                                                   | Сланець менілітовий                                                  | тис. т                                                               | 2                                                                    | 1                                                                    | 3770                                                                 | 11                                                                   | 81                                                                   | —                                                                    |
| 92                                                                   | Суміш піщано-гравійна                                                | тис. м³                                                              | 43                                                                   | 13                                                                   | 260134                                                               | 40171                                                                | 125                                                                  | 1                                                                    |
| Підземні води                                                        |                                                                      |                                                                      |                                                                      |                                                                      |                                                                      |                                                                      |                                                                      |                                                                      |
| 93                                                                   | Прісні                                                               | тис. м³/добу                                                         | 917                                                                  | 541                                                                  | 14797,9                                                              | 9845,34                                                              | 4186,228                                                             | 122,153                                                              |
| 94                                                                   | Мінеральні                                                           | м³/добу                                                              | 149                                                                  | 113                                                                  | 65522,9                                                              | 56541,4                                                              | 1283,925 тис. м³/рік                                                 | 304,993 тис. м³/рік                                                  |
| 95                                                                   | Промислові                                                           | тис. м³/добу                                                         | 1                                                                    | 1                                                                    | 33,6                                                                 | 33,6                                                                 | —                                                                    | —                                                                    |
| 96                                                                   | Термальні                                                            | тис. м³/добу                                                         | 2                                                                    | 1                                                                    | 5,283                                                                | 0,871                                                                | 6,3                                                                  | —                                                                    |

## Горючі корисні копалини

### Нафта й природний газ

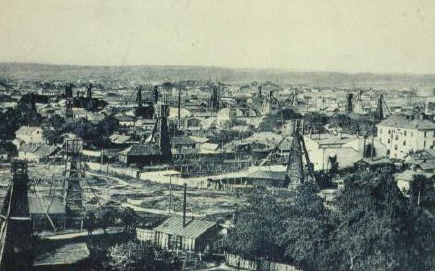
Панорама Борислава. Нафтові вежі. Поштова листівка, 1920-ті роки

В межах України виділяють 4 нафтогазоносні провінції: Дніпровсько-Прип'ятську, Балтійсько-Переддобруджинську, Карпатську, Причорноморсько-Північно-Кавказько-Мангишлацьку.
Наприкінці XX століття в Україні було відомо близько 350 родовищ вуглеводнів (нафти, газу і конденсату) у трьох нафтогазоносних регіонах: Західному, Східному та Південному. Державним балансом запасів враховувалось 133 родовища нафти, 151 родовище газового конденсату та 289 родовищ природного газу (з них газових 79 родовищ; більшість родовищ комплексні: газоконденсатних — 98; нафтогазоконденсатні — 53 родовища; газонафтові і нафтогазові — 11 родовищ). На 48 родовищах підраховано запаси розчиненого газу.
Початкові розвідані запаси нафти та газового конденсату категорії A+B+C1 на 01.01.1998 становили відповідно 433,9 млн т та 140,8 млн т. Враховуючи ступінь розвіданості початкових потенційних ресурсів нафти (близько 33 %) і газового конденсату (близько 37 %) і ступінь виробленості (відповідно, близько 22 % і 16 %) потенційні видобувні ресурси нафти, які залишалися в надрах на кінець XX століття, оцінювалися в 1043 млн т, газового конденсату — 316 млн т. Із них нерозвідані ресурси — 896 млн т нафти та 295 млн т конденсату.
Розвідані запаси горючих газів (категорії A+B+C1) на 01.01.1998 становили 1136 млрд м³, позабалансові — близько 10 млрд м³. Перспективні ресурси газу категорії C3 оцінювалися в 712 млрд м³ (139 перспективних площ на 47 родовищ). Прогнозні ресурси категорій D1+D2 — 2816 млрд м³, в тому числі вільного газу — 2651,8 млрд м³.
За іншими даними на перспективній площі, яка становить близько 40 % всієї території країни, потенційні ресурси вуглеводнів на 2000 рік оцінювалися в 8643,7 млн т умовного палива. З них природний газ становив 79,8, нафта — 12,5, конденсат — 5,3 і розчинений в нафті газ — 2,4 %. На суходолі було зосереджено 6264,8 млн т умовного палива, а на акваторіях Чорного і Азовського морів — 2378,9 млн т.
Станом на 01.01.2000 Державним балансом України враховувалося 320 родовищ вуглеводневої сировини, 138,283 млн т нафти, 1 118 млрд м³ газу, 79483 тис. т конденсату.
Станом на 01.01.2019 р. балансові (видобувні) запаси природного газу складали 804369, з них в розробці 694916 млн м³. Газового конденсату, відповідно: 39795 і 35648 тис. т. Нафти, відповідно: 99986 і 82325 тис. т.
Основною є Дніпровсько-Донецька нафтогазоносна область, виділена в 1950-ті роках, з перспективною площею близько 78 тис. км². Нафтові й газові поклади пов'язані з нещільними зонами порід кристалічного фундаменту й відкладами девонського, кам'яновугільного, пермського, тріасового і юрського періодів. Вони містяться в теригенних і карбонатних породах. Нафта малосірчиста, містить багато легких фракцій, густина її 850—860 кг/м³. Газ метановий (до 98,5 %), сума важких вуглеводнів змінюється від десятих часток до декількох %. Кількість продуктивних горизонтів — 45, потужність нафтогазоносних відкладів близько 1000 м. Нафтові відклади залягають переважно на глибині до 4500 м, газові і газоконденсатні — до 5000-6000 м. Найбільші родовища газу — Шебелинське, Західно-Хрестищинське, Єфремівське (сумарні запаси перевищують 970 млрд м³ і зростають). Найбільші нафтові родовища — Леляківське, Гнідницівське, Глинсько-Розбищівське, які дали понад 70 % нафти Дніпровсько-Прип'ятської нафтогазоносної провінції.
Карпатська нафтова область охоплює Передкарпаття, Українські Карпати та Закарпаття. Більшість родовищ тяжіють до Передкарпатського прогину. Поклади нафти зосереджені в палеогенових, а газу — у верхньоюрських, верхньокрейдових та міоценових відкладах. Глибина залягання нафтових родовищ 500-4800 м, газових 100-5000 м. Поклади вуглеводнів пов'язані головним чином з піщаними, рідше карбонатними товщами. Нафта малосірчиста, вміст парафіну 7-10 %, густина 800—900 кг/м³, газ метановий (93-99 %). Найбільші родовища — Долинське і Бориславське. Перспективною вважається Рава-Руська ділянка

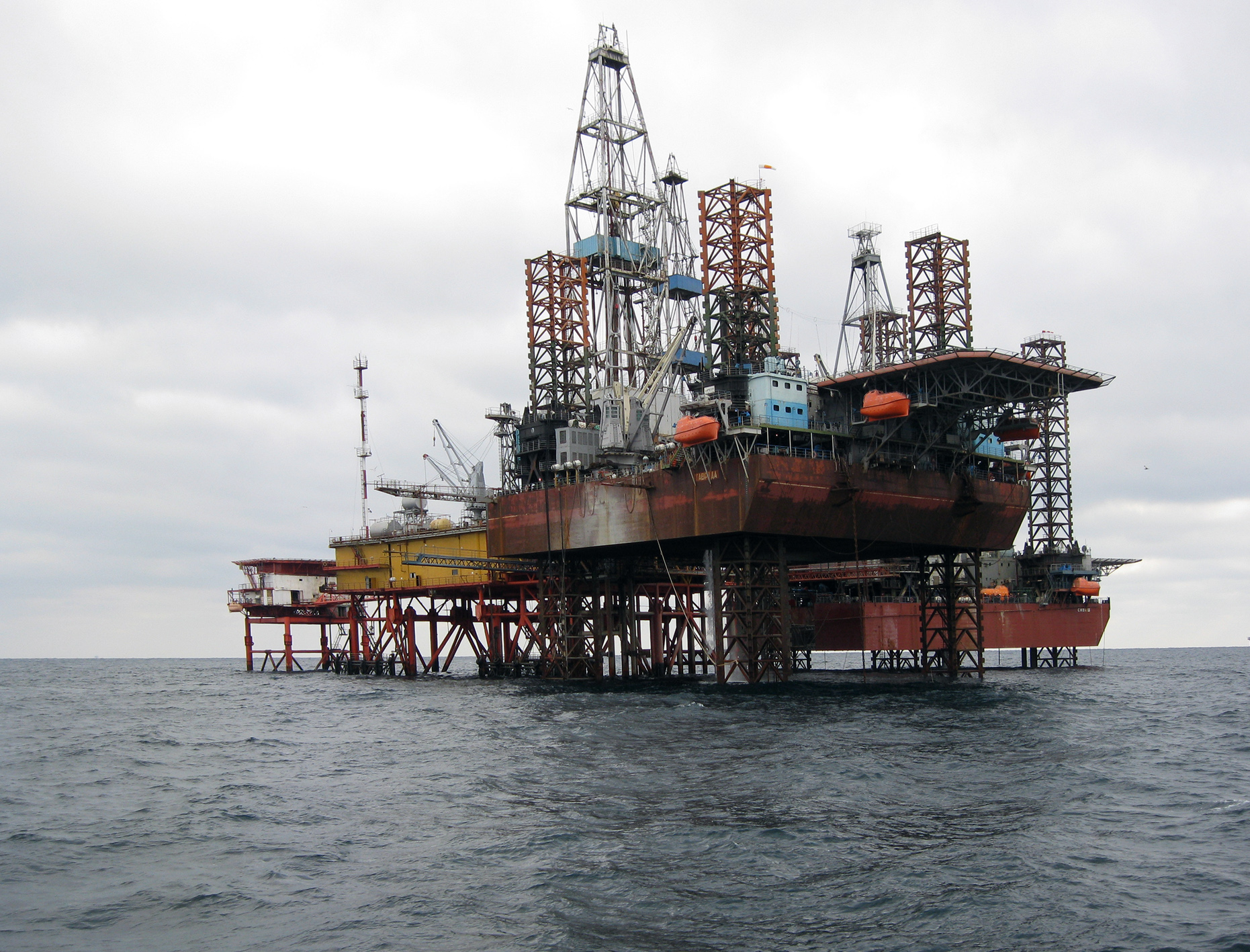
Платформа Чорноморнафтогазу. Світлина 2012 року.

Причорноморсько-Кримська нафтогазоносна провінція охоплює Причорноморську западину з Кримським півостровом, акваторію Чорного й Азовського морів. Тут розвідано понад 60 родовищ нафти і газу. Промислові газові, газоконденсатні та нафтові поклади розташовані в палеогенових і нижньокрейдових гірських породах на глибині 100-4500 м. У підводних надрах Чорного моря родовища газу є на глибині 300—750 м. Найбільші газові родовища — Штормове, Фонтанівське, Голицинське. Переважна більшість вуглеводневих родовищ пов'язана з зонами глибинних розломів.
За оцінками експертів у Східному районі доцільно вивчити промислову газоносність стратиграфічно і літологічно екранованих пасток, карбонатних порід різного віку, докембрійських і девонських утворень. У Західному регіоні перспективними на нафту і газ вважалися піднасувні частини геологічних розрізів, а також глибокі горизонти Передкарпаття й Карпат. У Південному районі найбільш перспективними були піднасувні комплекси Переддобруджинського прогину та палеозойські карбонатні товщі Західного Причорномор'я.
Оцінка ресурсів і запасів метану вугільних родовищ в Україні за різними джерелами різна. За даними Геоінформу[джерело?] ресурси метану у вугільних пластах становили 491 млрд м³, а за межами діючих шахт — 592 млрд м³. Ресурси вільного метану у вмісних породах становили 37,65 млрд м³. За даними різних експертів оцінка запасів метану змінювалася від 4 трлн м³ (1998) до 12 трлн м³ (2002).
Станом на 2017 рік розвіданих запасів газу в Україні при існуючих темпах видобутку — близько 20,5 млрд кубометрів газу на рік — вистачало на 22 роки. За даними, які навів голова правління «Надра України» Ярослав Климович «В Україні 402 родовища вуглеводнів … в промисловій розробці — 269. Державним балансом запасів корисних копалин України в 402 родовищах враховуються здобуті запаси природного газу в кількості 905,6 млрд кубометрів (видобуто 68,9 % всіх запасів) … Як показує досвід видобувних робіт в Україні, з цих запасів можна добути тільки половину (452,8 млрд кубометрів газу, — ред.), а це на 22 роки видобутку».
Див. також Список нафтогазових і газоконденсатних родовищ, Нафтогазоносні регіони України.

### Вугілля

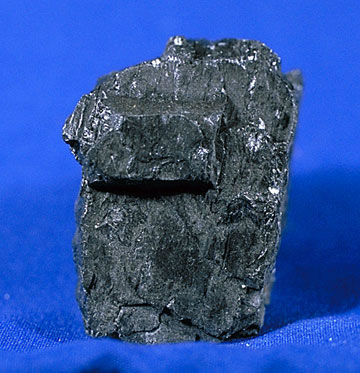
Грудка вугілля

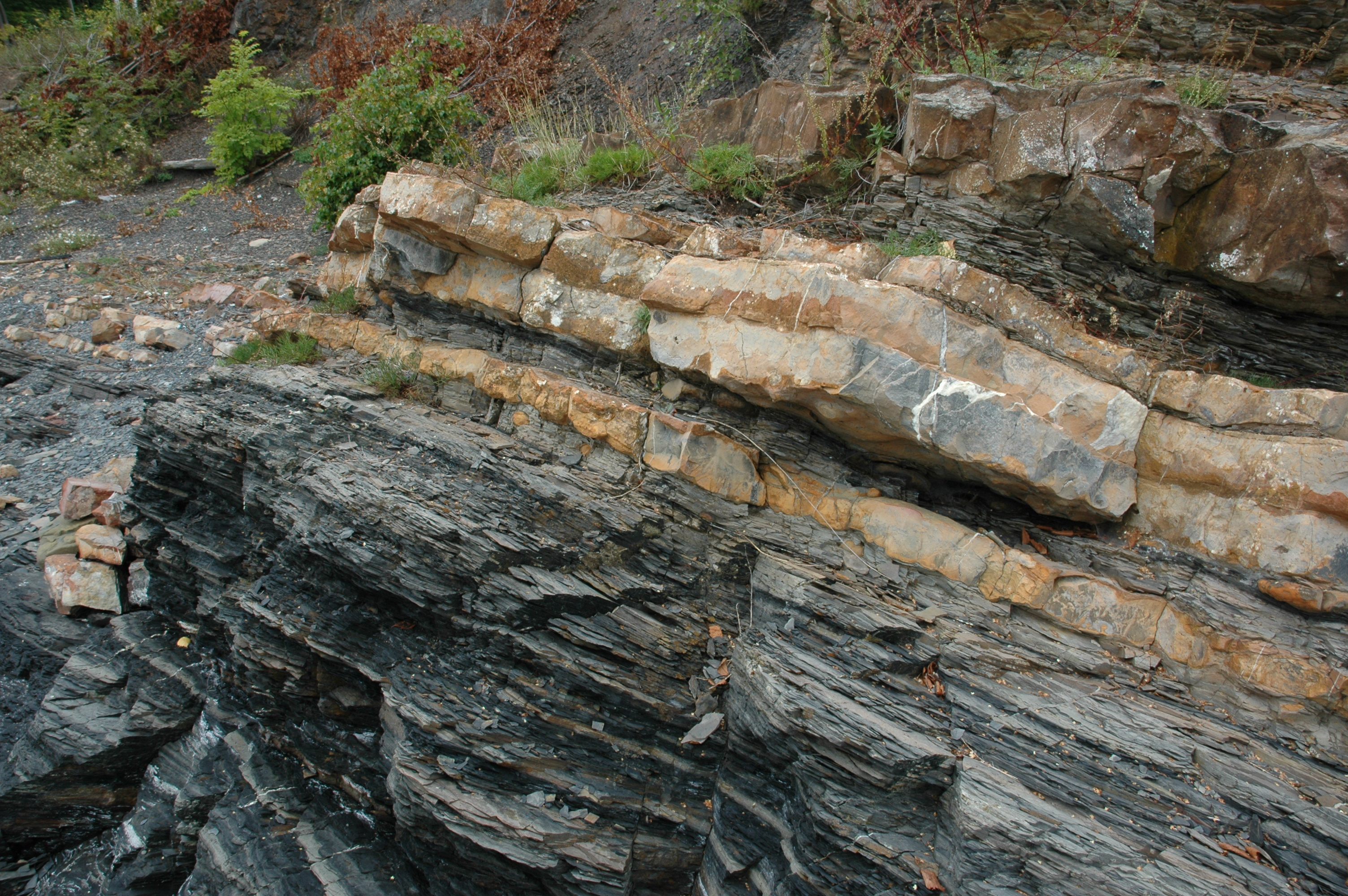
Пласти горючого сланцю у південній Норвегії

Вугілля є єдиною вуглеводневою викопною сировиною, запаси якої можуть забезпечити потреби промисловості й енергетики України в найближчі 200—500 років. У паливно-енергетичному балансі України вугілля займає провідне місце і до початку Російсько-української війни 2014 р. розглядалося як надійний ресурс забезпечення національної енергетичної безпеки. Якщо в структурі світових запасів вуглеводневої викопної сировини вугілля становить 67 %, нафта — 18 % і газ — 15 %, то в Україні відповідно 94,5 %, 2 % і 3,6 %
На 01.01.1999 ресурси вугілля в Україні (до глибини 1500 м) становили 117,2 млрд т, з яких 45,8 млрд т — розвідані запаси, серед яких 32,1 млрд т — енергетичне вугілля і 13,7 млрд т — коксівне. Запаси кам'яного вугілля (категорій A+B+C1) на кінець XX століття /2019 рік за українськими джерелами становили 43,1/41,4 млрд т, категорії С2 — 10,1/11,2 млрд т. Запаси кам'яного вугілля зосереджені в Донецькому і Львівсько-Волинському басейнах (94,9 % від загальних запасів вугілля України: 92,4 % — в Донецькому і 2,5 % — у Львівсько-Волинському). Понад третина запасів цих басейнів — коксівне вугілля. Вугленосними є теригенно-карбонатні гірські породи кам'яновугільного періоду.
Основний вугільний басейн — Донбас поділяється на 30 вугленосних районів:

Схема розташування вугленосних районів Донецького басейну:
1 — Петриківський, 2 — Новомосковський, 3 — Петропавлівський, 4 — Південно-Донбаський, 5 — Покровський, 6 — Донецько-Макіївський, 7 — Амвросієвський, 8 — Торезько-Сніжнянський; 9 — Центральний, 10 — Північно-західні окраїни Донбасу; 11 — Старобільська площа, 12 — Лисичанський; 13 — Алмазно-Мар'ївський; 14 — Селезнівський, 15 — Луганський, 16 — Краснодонський; 17 — Оріхівський; 18 — Боково-Хрустальненський; 19 — Довжансько-Ровеньківський; 20 — Міуський, 21 — Шахтинсько-Несвітаєвський; 22 — Задонський, 23 — Суліна-Садкінський; 24 — Гуково-Звєревський; 25 — Червонодонецький; 26 — Кам'янсько-Гундорівський; 27 — Білокалітвенський; 28 — Тадинський; 29 — Міллеровський; 30 — Цимлянський.

На 2000 рік розвідані запаси промислових категорій вугілля Донбасу становили 57,5 млрд т і перспективні — ще 18,3 млрд т. Найбільшими були запаси газового вугілля — 27,5; запаси антрацитів становили 13,8 млрд т; коксівного вугілля — 9,8; пісного — 6,3 млрд т. При річному видобутку 100 млн т цих запасів мало вистачити на 570 років.
Умови залягання вугілля в Донбасі складні: глибина — 1200 м, товщина пластів — 0,5-2,0 м, висока крутизна падіння пластів. Це ускладнює видобуток вугілля і зумовлює його високу собівартість. Видобуток вугілля у Львівсько-Волинському басейні простіший, товщина пластів там досягає 2 м і запаси становлять 1 млрд т.
Родовища бурого вугілля зосереджені у Дніпровському вугільному басейні, частково — в межах Донецького басейну, а також у Закарпатській, Полтавській, Харківській областях. Більшість промислових покладів пов'язана з гірськими породами палеогену і неогену. Головні родовища — Коростишівське (Житомирська область), Звенигородське (Черкаська область), Олександрійське (Кіровоградська область), а також Андрушівське, Козацьке, Новомиргородське, Морозівське та ін. Балансові запаси бурого вугілля складали близько 5 % від загальних запасів вугілля України. На 01.01.2019 р. розвідані запаси бурого вугілля (категорії A+B+C1) за українськими джерелами становили близько 2,6 млрд т, категорії С2 — 0,3 млрд т.
На початку XXI століття запаси бурого вугілля за оцінками становили 2-6 млрд т, у тому числі 0,5 млрд т — придатні для відкритого видобутку.
| Родовища вугілля            | Запаси (млн т) | Річний видобуток (млн т) |
| --------------------------- | -------------- | ------------------------ |
| Донецький басейн            | 52814          | 71,1                     |
| Львівсько-Волинський басейн | 1437           | 3,6                      |
| Дніпровський басейн         | 2186,7         | 1,4                      |

#### Метан вугільних родовищ
Метан є супутнім продуктом видобутку вугілля. Його вміст у пластах становить від 5 до 30 м³/т.
Викиди метану в атмосферу призводять не тільки до втрат цієї копалини, а й до забруднення довкілля.
Досвід США свідчить, що використовувати можна 70—80 % супутнього метану.
На 1 січня 2010 року балансові запаси метану у вугільних пластах (категорій А+В+С1 та С2) оцінювалися в 314 млрд м³, а на кінець 2018 року вони збільшилися до 350 млрд м³.
Промисловий видобуток метану вугільних родовищ в Україні розпочато у 2008 році. Основний спосіб видобутку — каптаж метану засобами дегазації, в тому числі свердловинами з поверхні. Станом на 2012 рік на шахтах було каптовано 370 млн м³ метану, з них утилізовано — 160 млн м³. Дослідно-промисловий видобуток метану за 2017 рік (на Лисичансько-Тошківській площі) становив 0,84 млн м³.
Державною програмою передбачалося забезпечити видобуток в обсязі 8 млрд м³ у 2020 році та 16 млрд м³ — у 2030 році.

#### Високозольні вуглевмісні шлами
У практиці збагачення вугілля утворюються шлами крупністю 0 — 0,5 або 0 — 1 мм. Розмір частинок -0,5 мм є межею ефективного збагачення вугілля методами відсадки, а +0,5 мм — флотації. Велика частина високозольних шламів потрапляє у відходи збагачення, які складуються в мулонакопичувачах. За даними інституту «Дондіпрошахт» у 2005 році на підприємствах з переробки вугілля в Україні запаси високозольних забалансових шламів склали 4,86 млн т.; відходів флотації зольністю до 70 % — 43,11 млн т. Їх пересічна зольність Аd= 50-60 %; масова частка загальної сірки 2,3 %; теплота згоряння 13,2 МДж/кг. Переробляють забалансові вугільні шлами гравітаційними методами, флотацією, селективною флокуляцією.

### Горючі сланці
На початку XXI ст. основні поклади горючих сланців (3,7 млрд т). були зосереджені на межі Кіровоградської і Черкаської областей у Бовтиській западині й пов'язані з гірськими породами палеогену. Виділено 5 горизонтів потужністю 2-40 м, що залягають на глибинах 180—500 м. Вміст керогену — 30-40 %, вихід смол — 10-20 %, зольність — 50-60 %, теплота згоряння — 10-16 МДж/кг. Поклади виявлено також у межах Дніпровсько-Донецької западини, Волино-Подільської плити, в Карпатах і Кримських горах. Менілітові сланці у великій кількості залягають у Карпатах.. Станом на 2019 рік горючі та менілітові сланці України не використовуються в якості паливно-енергетичної сировини..

### Торф

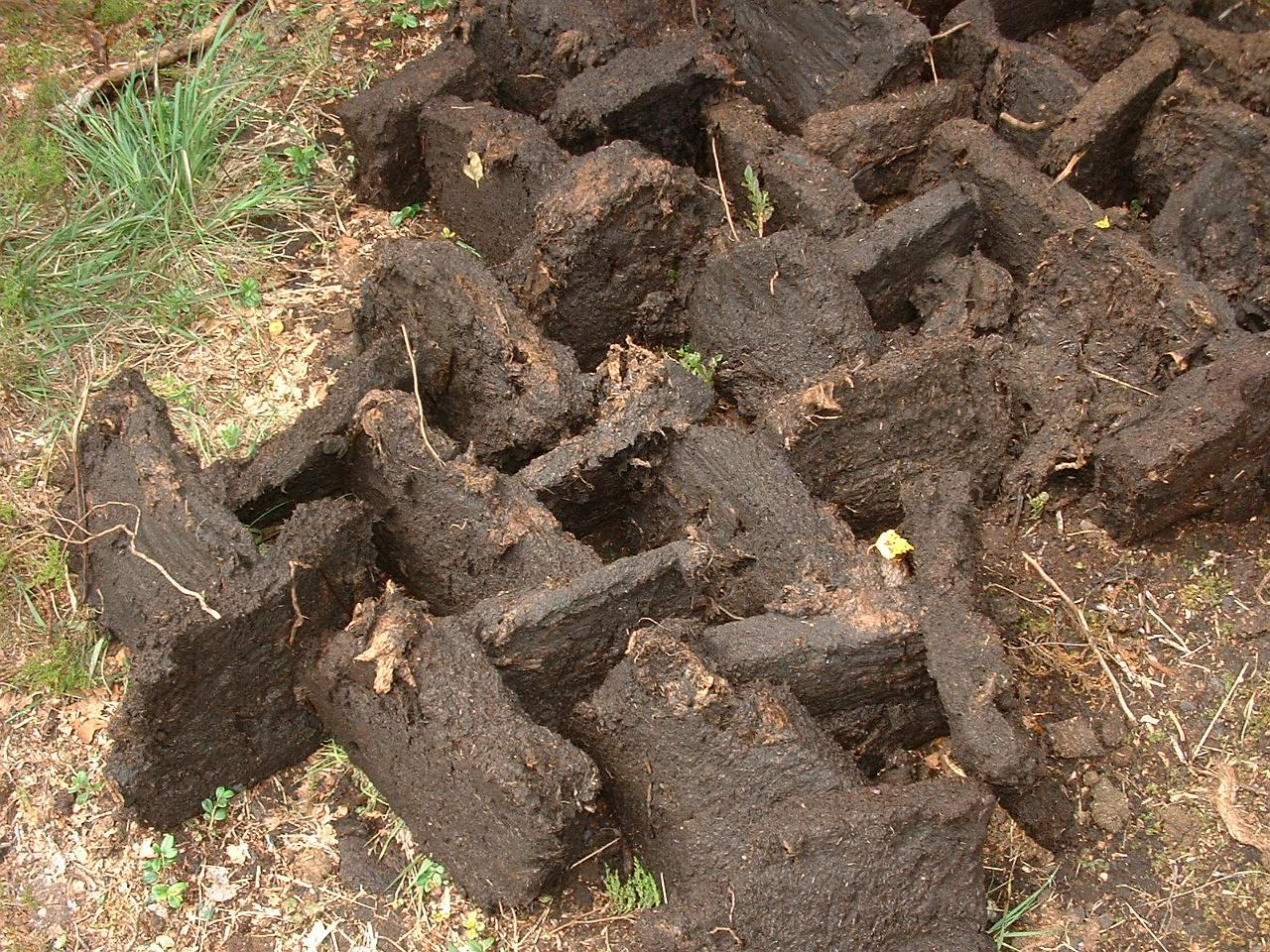
Просушування торфу після видобутку.

На початок XXI ст. в Україні було понад 2500 родовищ торфу (Держбалансом враховувалося понад 1560). Запаси станом на 2017 р. складають 2,04 млрд т., площа в межах промислової глибини — 566,8 га. Поклади торфу розміщені в основному у Волинській, Рівненській, Київській, Чернігівській і Львівській областях.
У зональному розрізі в Україні виділяють п'ять торфоболотних областей: Полісся (58 % запасів торфу-сирцю), Мале Полісся (7 %), Лісостеп (35,9 %), Степ (0,4 %), Карпати і Прикарпаття (2,9 %). Крім того, на території України відомі поклади сапропелю (близько 350 родовищ, Держбалансом враховано 274).

## Рудні (металічні) корисні копалини
В Україні станом на 01.01.2019 р. встановлено 147 родовищ всіх груп металів: чорних, кольорових (благородних, радіоактивних), рідкісних та рідкісноземельних. Ці родовища розташовані в межах таких металогенічних провінцій: Український щит, Дніпровсько-Донецька металогенічна провінція, Дністровсько-Причорноморська металогенічна провінція, Карпатсько-Кримська металогенічна провінція.
На початку XXI сторіччя інтенсивно розроблялися родовища залізних, марганцевих, уранових, титанових руд.
Були розвідані (з оціненими промисловими запасами) родовища міді, золота, хрому, нікелю, берилію, літію, ванадію, скандію, свинцю, цинку, алюмінію, ніобію, танталу, стронцію, гафнію, кадмію, срібла, рідкісноземельних елементів.
За результатами пошукових та геологорозвідувальних робіт встановлена висока імовірність виявлення родовищ вольфраму, олова, молібдену, платиноїдів, рідкісних металів.

### Руди чорних металів

#### Залізні руди

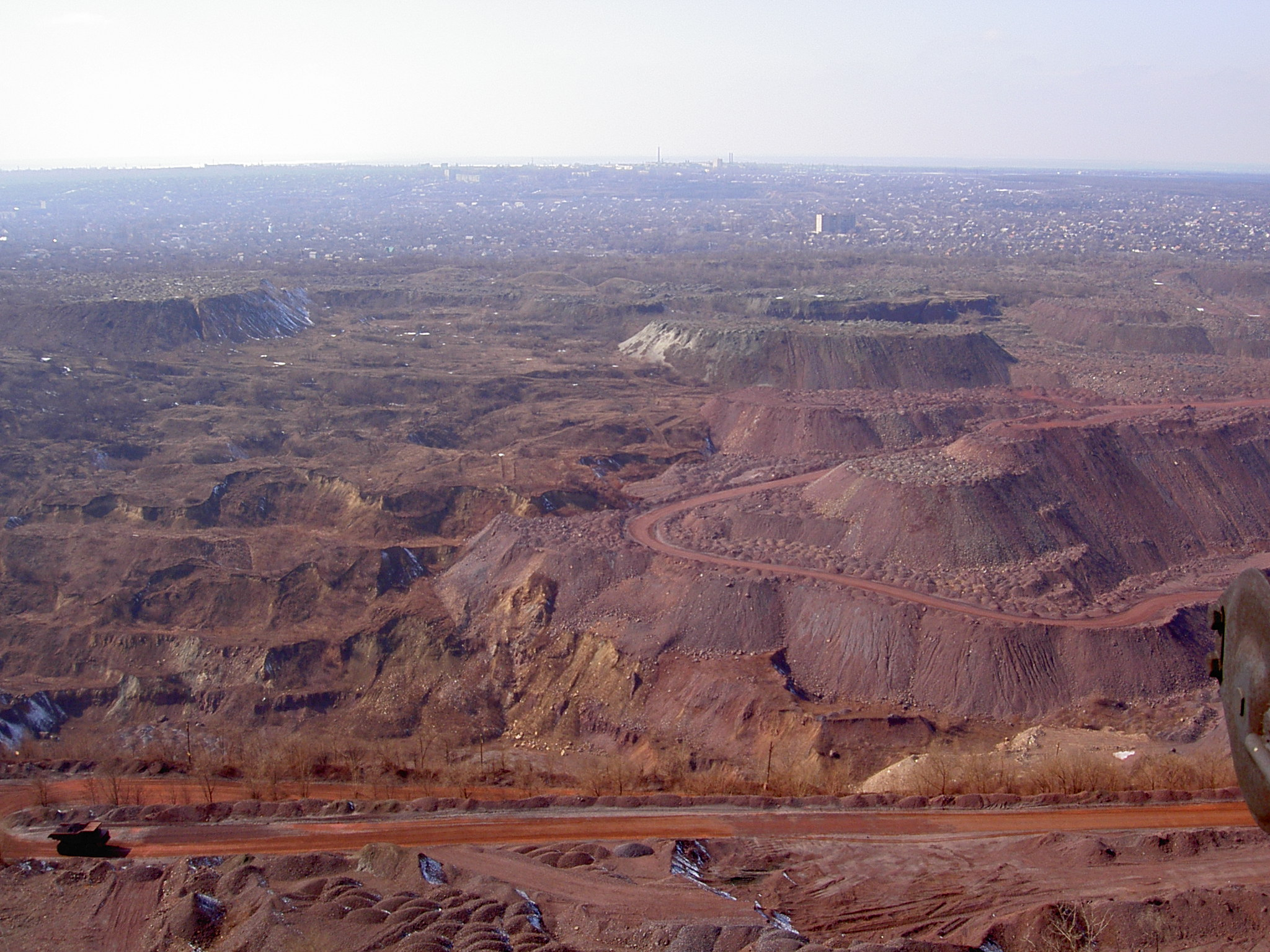
Загальний вигляд кар'єру «Північний». Криворізький залізорудний басейн.

За розвіданими запасами залізних руд на початку XXI ст. перші три позиції займали Україна, Росія, Австралія. Оцінки їх частки у світових запасах дещо відрізнялися залежно від джерел. Українські джерела наводили таке співвідношення: Україна — 16 %; Росія і Австралія — по 15 %; Китай — 11 %; США — 9 %; Бразилія і Казахстан — по 6 %; інші країни — 22 %. 
Російські джерела станом на 2014 рік наводили інші дані: Ресурси залізних руд виявлені в 98 країнах світу, світові прогнозні запаси оцінювалися в 790 млрд тонн. Підтверджені світові запаси складали 206,9 млрд тонн. Росія за підтвердженими балансовими запасами залізних руд була світовим лідером (55,9 млрд тонн). На її частку припадало за російськими оцінками 27 % світових запасів, тобто більше, ніж в Україні (11,7 %), Бразилії (11,1 %), Китаї (10,2 %), Австралії (7,3 %), США (3,3 %), Індії (3,2 %).
Розвідані запаси залізних руд в Україні оцінювалися[коли?] Державною комісією по запасах корисних копалин у 27,4 млрд т (категорії A+B+C1). 60 із 88 родовищ розташовані в Криворізькому басейні, запаси якого становили 18,7 млрд т. Запаси залізної руди в Кременчуцькому залізорудному районі оцінювали в 4,5 млрд т, а в Білозерському залізорудному районі (Запорізька область) вони становили 2,5 млрд т. У Керченському родовищі залягало 1,4 млрд т. Прогнозні запаси залізних руд в Україні оцінювалися в 20 млрд т. Значна їх кількість залягала близько до поверхні і видобуток вівся відкритим способом. Закордонні експерти оцінювали запаси залізних руд в Україні в 30 млрд т.
За матеріалами Державного інформаційного геологічного фонду України запаси залізних руд, що не розробляються (категорій A+B+C1), оцінювалися в 26,1 млрд т, а категорії С2 — в 4,3 млрд т; запаси, що розробляються (категорій A+B+C1), становили 17,7 млрд т, категорії С2 — 2,7 млрд т. Серед руд родовищ основного Криворізького басейну виділяли багаті (магнетитові й гематит-магнетитові із середнім вмістом заліза 58,1 %) і бідні (залізисті кварцити із середнім вмістом заліза 33,3 %).
Родовища залізних руд метаморфогенні, пов'язані із залізисто-кременистими формаціями докембрію (Кривбас, Кременчуцький, Приазовський, Білозерський та інші райони) й осадовими породами неогену (Керченський басейн). Основні запаси пов'язані з першим типом. Серед них виділяли: багаті руди (вміст Fe 46-70 %) та залізисті кварцити (10-45 %). Багаті руди переважно гематитові. Рудні тіла пластові, стовпоподібні та лінзові потужністю від 2-4 до 100—120 м. Залізисті кварцити за мінеральним складом поділяють на магнетитові й гематитові (окиснені). Потужність промислових пластових рудних тіл від 10 до 500—600 м. Осадові залізні руди представлені пластами (від 2-3 до 15 м) бурих оолітових залізняків переважно гідроґьотитового складу (вміст Fe — 32-40 %).
За даними Криворізького технічного університету на 2000 рік загальні розвідані запаси залізних руд в Україні становили 32,597 млрд т, в тому числі промислові — 28,124 млрд т. Із них 68,5 % руд було зосереджено в Криворізькому залізорудному басейні, у Кременчуцькому залізорудному районі промислові запаси залізняку становили 4,65 млрд т, а в Білозерському — 0,543 млрд т. Приазовський залізорудний район був резервною базою, де було зосереджено близько 3,0 млрд т розвіданих запасів руд, з яких 0,9 млрд т — легкозбагачувані високоякісні магнетитові кварцити.
Видобуток залізних руд за 2017 рік становив 161,2 млн т.

#### Марганцеві руди

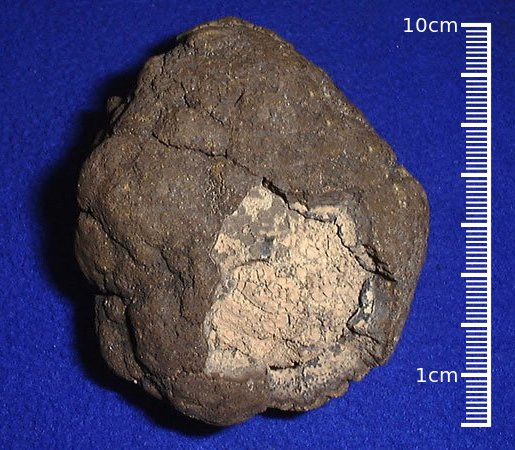
Зразок марганцевої руди.

На початок XXI ст. за запасами й ресурсами марганцевих руд Україна посідала 1-е місце в Європі і 2-е місце в світі (після ПАР).
Розвідані запаси марганцевих руд України (категорій A+B+C1) на початок 1998 року становили 2,27 млрд т, а на 2000 рік — 2,5 млрд т.
Головні запаси (близько 2,28 млрд т) зосереджені в Нікопольському марганцеворудному басейні (33 % розвіданих запасів країни) і Велико-Токмацькому родовищі (67 %).
Руди осадові, пов'язані з відкладами олігоцену. Рудні пласти, що залягають на глибині 10-100 м, мають потужність 0,65-3,6 м (середня — 2 м), являють собою теригенну пачку з включеннями конкрецій, пізолітів, оолітів, прошарків рудної речовини. Вміст Mn 14,5-32,1 %. Виділяють три типи руд: карбонатні (77 % запасів України при середньому вмісті марганцю 21,9 %, переважна їх частина — у Велико-Токмацькому родовищі), оксидні (15 % запасів країни при вмісті марганцю 28,6 %, переважають на Нікопольському родовищі) і змішані (8 % запасів при середньому вмісті 25 %). Руди фосфористі (в — середньому 0,25 %).
Головні родовища: Велико-Токмацьке, Зеленодільське, Орджонікідзевське, Марганцівське, Нікопольське. На початку XXI ст. проводилися пошуки оксидних і оксиднокарбонатних марганцевих руд в інших районах Українського щита; найбільш перспективними вважалися межиріччя Дніпра й Інгульця, Інгулу й Інгульця[джерело?].
| Родовища марганцю    | Запаси (млн т) | Річний видобуток (млн т) | Вміст марганцю (%) |
| -------------------- | -------------- | ------------------------ | ------------------ |
| Нікопольський басейн | 704,8          | 4,98                     | 23                 |
| Токмацьке родовище   | 1578,5         | —                        | 25,8               |

У 2001 р. Україна виробила 2,71 млн т марганцевого концентрату (-1,5 % до 2000). Найбільший виробник концентрату марганцю — Покровський ГЗК — виробив у 2001 р. 1,7 млн т концентрату (-7 % до 2000). ГЗК видобував руду відкритим способом. Марганецький ГЗК — другий в країні виробник концентрату марганцю — виробив у 2001 р. 1 млн т концентрату марганцю (+9,4 % до 2000).
На початок 2018 року Держбалансом враховувалося розвідані запаси 2175 млн.т. на трьох природних родовищах — Нікопольському, Велико-Токмацькому та Федорівському) та на одному техногенному — шламосховищі ім. Максимова. Вважалося, що Україна посідала перше місце в світі за розвіданими запасами і друге — за загальними запасами.
Однак Геологічна служба США повідомила, що ПАР, Бразилія, Австралія, Габон, Індія та Китай зробили переоцінку своїх запасів і значно збільшили їх. Запаси України (у перерахунку на концентрат) оцінювалися величиною 140 млн.т — друге місце в світі із часткою трохи менше 5 %. Частка України в ресурсах оцінювалася як 10 %.
Загальний видобуток руди (за даними Геоінформу України) становив 3,9 млн.т:
| № | Родовище                       | Назва підприємства | Видобуток за 2017 р. млн.т |
| - | ------------------------------ | ------------------ | -------------------------- |
| 1 | Нікопольське (західна частина) | Покровський ГЗК    | 2,360                      |
| 2 | Нікопольське (східна частина)  | Марганецький ГЗК   | 1,269                      |
| 3 | Шламосховище ім. Максимова     | ТОВ «Ландшафт»     | 0,278                      |

#### Хромові руди

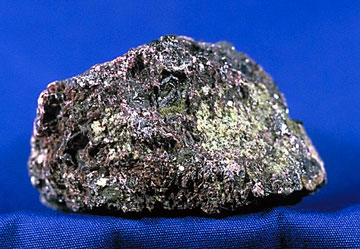
Хроміт

Хромові руди в Україні на Побужжі утворюють родовища, приурочені до масивів гіпербазитів докембрію. На Капітонівському родовищі, де потужність рудних тіл 0,1-12 м, а вміст оксиду хрому в руді 9-40 % (середній 29 %) запаси на початок XXI ст. становили 600 тис. т. На базі родовища можна було виробити 52—53 тис. т концентрату із вмістом оксиду хрому близько 50 %.[джерело?]
На 2018 рік розвідані запаси на двох родовищах становили 1575 тис.т (384 тис.т Cr2O3). Родовища не розроблялися.

### Руди кольорових металів

#### Титанові руди

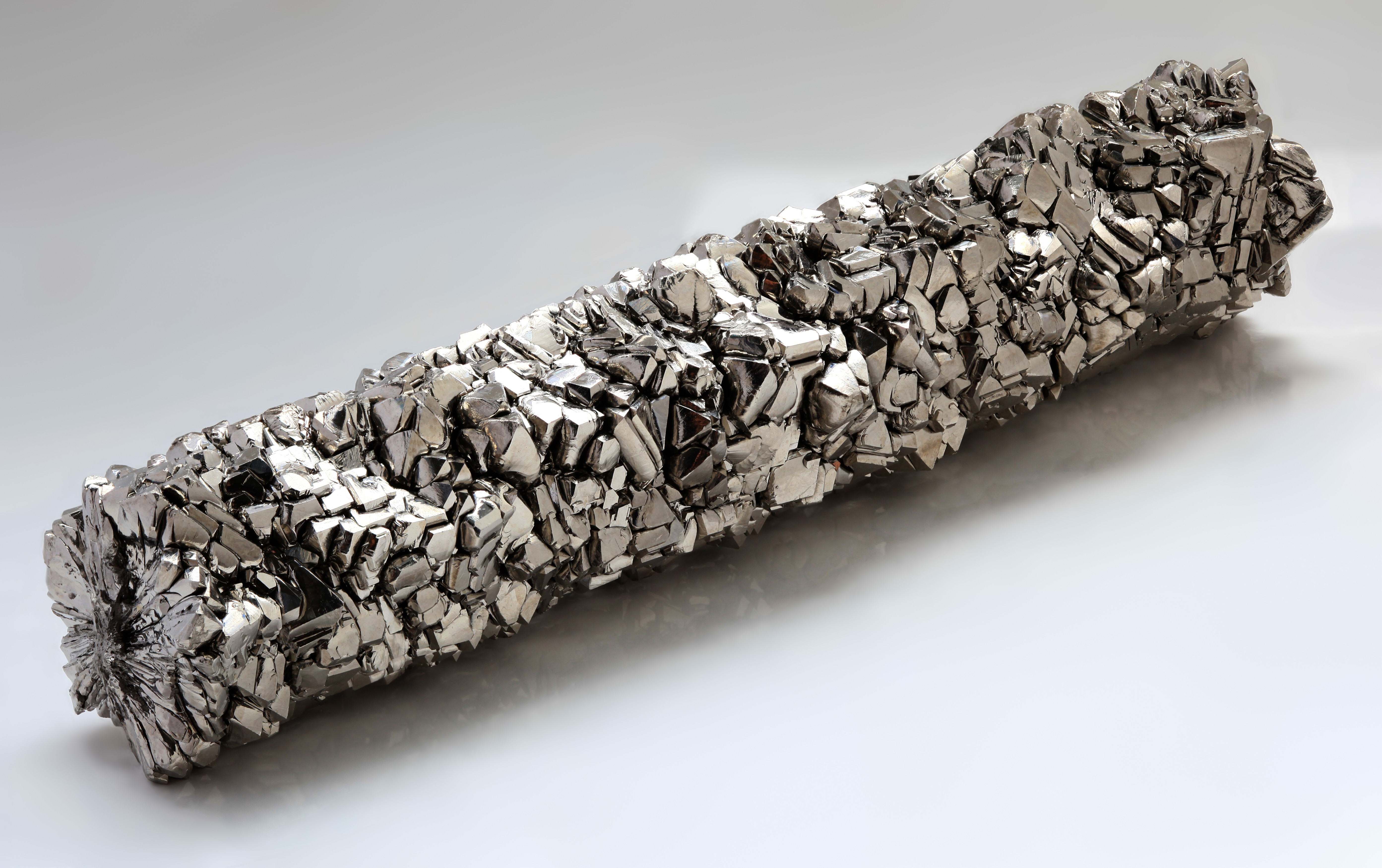
Кристалічний титан

Україна має найбільші в Європі запаси та ресурси титану. Державним балансом запасів корисних копалин враховано 15 родовищ титану (з них 4 розробляють), які розташовані в межах Київської, Дніпропетровської, Харківської, Донецької, Житомирської областей, зокрема, алювіальні розсипи, які переважають у північно-західній частині Українського щита у межах Волинського мегаблоку (Іршанська група родовищ).
Родовища титанових руд представлені корінними, залишковими і розсипними типами. Основною мінеральною базою титану є ільменітові і комплексні рутил-циркон-ільменітові розсипи кайнозою. Корінні руди пов'язані з інтрузіями олівінових габроїдів. Невеликі дайки або штоки приурочені до зон глибинних розломів. Вміст ільменіту в них досягає 25 %, апатиту — 12 %.
Залишкові родовища просторово й генетично пов'язані з корами вивітрювання основних порід. Потужність рудного пласта досягає 25-30 м, вміст ільменіту — 150—200 кг/м³. Крім ільменіту наявний апатит. Серед розсипів ільменіту виділяються алювіальні (Іршанське родовище та інші) і прибережно-морські (Малишівське родовище цирконію). Алювіальні розсипи мають протяжність до декількох кілометрів. Продуктивний пласт (потужністю до 10 м) містить до 300 кг/м³ ільменіту. Для прибережно-морських розсипів характерні пласто- або лінзоподібні рудні поклади, потужність яких досягає декількох метрів, а протяжність — декількох десятків кілометрів. Продуктивний пласт складений кварцовими пісками. Крім лейкоксенізованого ільменіту наявні рутил і циркон.
Наприкінці XX ст. були виявлені й оцінені значні обсяги перспективних ресурсів титану, кількість яких по відношенню до запасів промислових руд становить 215 %.

#### Мідні руди

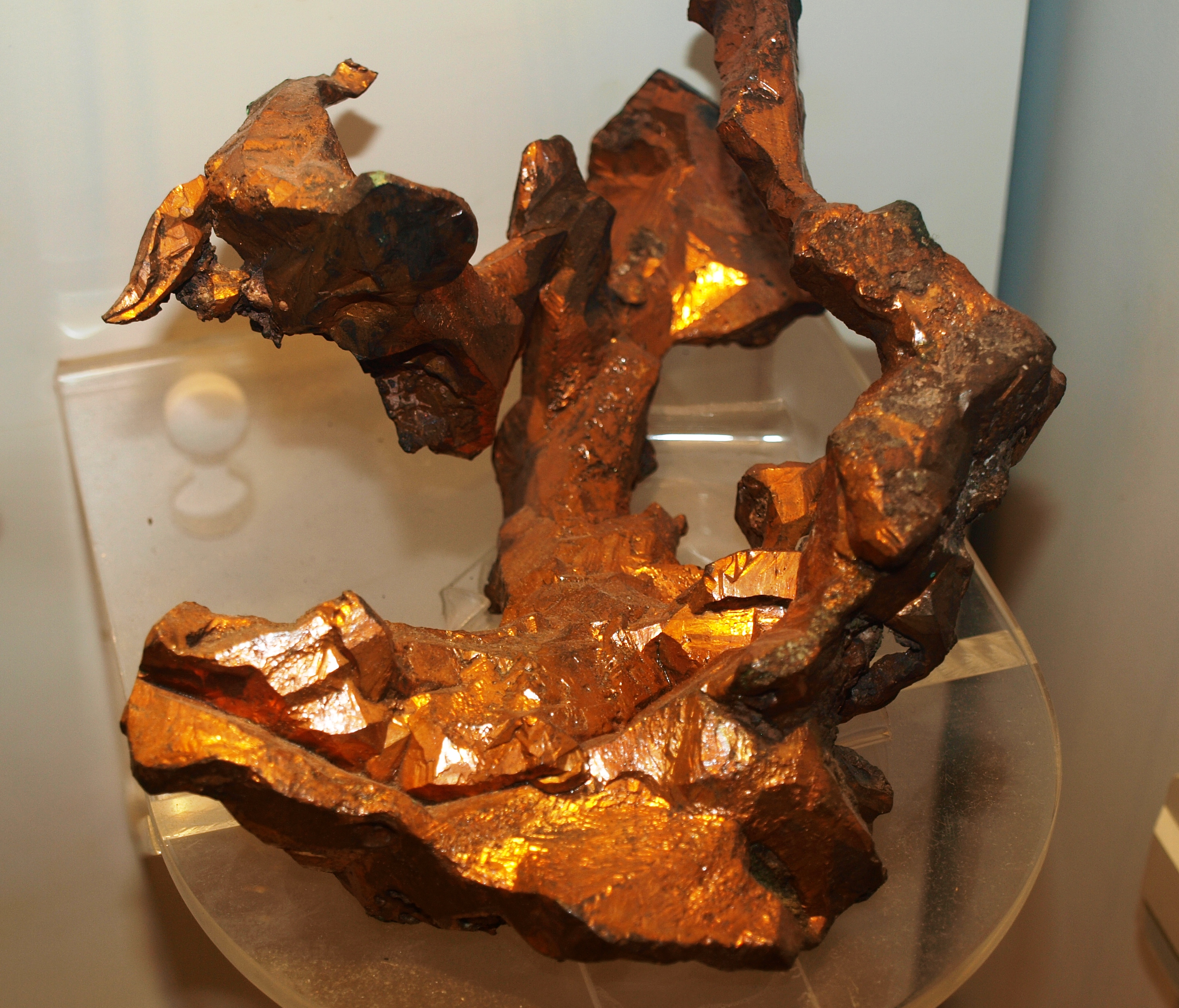
Самородна мідь, Австралійський музей, Сідней

Наприкінці XX ст. в межах Волино-Подільської плити в трапових покровах базальтів в інтервалі глибин 200—600 м відкриті великі запаси самородної міді, аналог відомих родовищ району Великих Озер (США). Прогнозні ресурси міді категорій Р1+Р2+Р3 з вмістом від перших до декількох десятків відсотків оцінювалися в 25 млн т. Крім того, там є попутне золото, срібло, метали платинової групи. В цілому, в Україні виявлено 150 рудовиявів міді
Станом на 01.01.2019 р. балансові запаси мідних руд (категорії С2) становили 20 488 тис. т. і перебували в розробці.

#### Алюмінієві руди
Мінеральною базою алюмінію в межах України є родовища бокситів, нефелінових руд та алунітів. Україна бідна на боксити — виявлено лише 3 родовища (всі — на Українському щиті): Високопільське, Нікопольське та Смілянське. Вони приурочені до кори вивітрювання докембрійських утворень Українського щита. На 1 січня 1998 Держбаланс запасів враховував лише Високопільське родовище залізистих бокситів. Руда низької якості. Запаси категорій A+B+C1 — 18,9 млн т. Запаси нефелінових руд Мазурівського і Калино-Шевченківського родовищ складали близько 2,9 млрд т, однак переробка руд цього типу вимагає значних енерговитрат й істотної модернізації технологічного процесу. Тому родовища не були освоєні. Крім того, були запаси алунітів у Закарпатті.

#### Кобальт і нікель

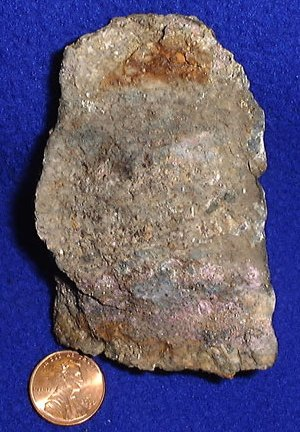
Кобальтова руда

Ресурси в Україні незначні: підтверджені запаси кобальту — 8 тис. т (0,1 % світових), вміст — 0,04 %; нікелю — 190 тис. т, що становить 0,4 % від світових запасів.
Невеликі родовища кобальт-нікелевих руд виявлені на Побужжі (6 родовищ — Капітанівське, Деренюхське та інші) і в Придніпров'ї (4 родовища — Девладівське, Тернівське та інші). Вони пов'язані з корою вивітрювання серпентинітів. Їх розвідані запаси складають близько 200 тис. т нікелю. Рудні поклади складені нонтронітами, бурими залізняками і вохрою із середнім вмістом Ni 1 % і Co 0,1 %. Ресурси силікатних руд нікелю в Побузькому районі становили 469 тис. т металу, а в межах Середнього Придніпров'я — 1,1 млн т. Сульфідно-нікелеве зруденіння встановлене в габродолеритах Північно-Західного району Українського щита (Прутовська площа), де перспективні ресурси руд (із середнім вмістом нікелю 0,55 %, кобальту — 0,012 % і міді — 0,254 %) становлять 14,6 млн т.

#### Поліметалічні руди
Родовища й прояви свинцево-цинкових руд відомі в фанерозойських утвореннях Закарпаття (Мужіївське, Берегівське, Беганське), на Донбасі (Нагольний кряж, Слов'янське) й у Передкарпатті (Волинський прогин). Промисловий інтерес являють закарпатські вулканогенні гідротермальні родовища й епітермальне Біляївське (Харківська область). На кінець XX ст. Держбалансом запасів враховувались 4 родовища: Мужіївське, Берегівське, Беганське і Пержанське комплексне цинкове родовище. Запаси свинцю категорій A+B+C1 складали 302 тис. т, а цинку — 724 тис. т.
Зруденіння Закарпаття пов'язане з міоцен-паннонськими вулканічними зонами й масивами, характеризується вузловим розподілом і приурочене до внутрішніх вулканічних дуг. Родовища складені вулканітами (андезитами) та їх похідними. Розміщення рудних тіл контролюється розривними структурами, ділянками розвитку експлозивних брекчій, зонами інтенсивного проникнення й пористості. Жильні рудні тіла мають потужність до 5 м, містять Pb до 2 %, Zn 3-4,5 %, а також срібло.
На Нагольному кряжі відомо понад 500 рудних зон. Рудні тіла контролюються розривними порушеннями. Потужність рудних жил у гірських породах нижнього й середнього карбону — до 5 м. Поліметалічна мінералізація Слов'янської брахіантикліналі перебуває у відкладах верхньої пермі. Потужність рудних тіл 0,1-8 м. Вміст Pb — 1 %, Zn — 3-10 %. Зруденіння бітумно-поліметалічного типу. На Біляївській солянокупольній структурі свинцево-цинкове зруденіння приурочене до надсоляної брекчії і дронівської світи нижньої пермі. Вміст Pb — 0,1-10,3 %, Zn — 0,36-15,72 %. Перспективні ресурси становлять 1,11 млн т із середнім вмістом суми свинцю й цинку в руді 6,14 %.

#### Ртуть

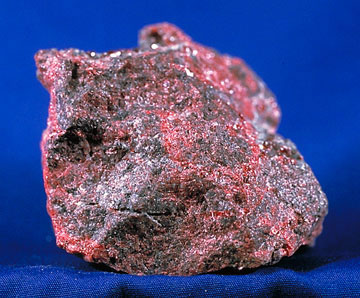
Кіновар (cinnabar)

За загальними запасами ртуті Україна 1999 року посідала 5-е місце в світі (1,9 %, після Іспанії, Алжиру, Китаю й Киргизії). В Європі за загальними запасами металу Україна займала 2-е місце (із великим відривом від Іспанії). Ртутні руди представлені гідротермальними вулканогенними родовищами в Закарпатті (Боркут, Кам'яний кар'єр та ін.) й епітермальними в Донецькій ртутній провінції (родовища Микитівського рудного поля).
У Закарпатті ртутне зруденіння асоціюється здебільшого з гіпабісальними інтрузивами (діорит-порфіритами і ґранодіорит-порфіритами). Рудні тіла — подовжені за падінням стовпи, лінзи і гнізда. Зруденіння здебільшого комплексне ртутно-поліметалічне, рідше — ртутне і ртутно-стибієве з арсеном.
Родовища Донбасу приурочені до склепінчастих частин антикліналей. Поклад в пластах пісковиків і гнізда узгоджуються з січними тілами в ядрах антиклінальних складок. Руди практично мономінеральні (кіновар із незначною кількістю антимоніту).
На кінець XX ст. балансові запаси ртуті в Україні становили 29 тис. т (за іншими даними[джерело?] — 24 тис. т ртуті). Запаси категорій A+B+C1 — 5 тис. т, категорії С2 — 19,9 тис. т. Перспективні ресурси ртуті були оцінені тільки по Микитівському рудному полю (1 тис. т металу).

#### Стибій
Стибій є супутнім компонентом ртутних руд Микитівського рудного поля. Розвідані його запаси там становили близько 4200 т, а перспективні ресурси — 30 тис. т.

#### Золото

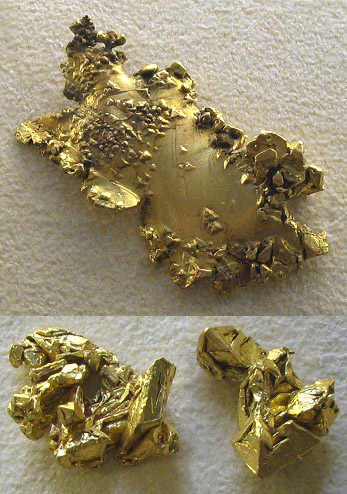
Золото самородне

В Україні виділяють 3 основні золотоносні провінції: Карпатську, Українського щита та Донецьку. Виявлено шість золоторудних районів з ресурсним потенціалом в декілька тисяч тонн золота при середньому вмісті 6—8 г/т. Близько 75-80 % загальних ресурсів золота зосереджено в Українському щиті, до 15 % — в Карпатському регіоні і до 10 % — в надрах Донбасу.
В Українських Карпатах виявлено 3 золоторудні родовища (Мужіївське, Берегівське, Сауляк) та численні рудовияви корінного і розсипного золота. Корінне золоте зруденіння приурочене до Закарпатського прогину та Мармароського кристалічного масиву. Розсипна золота мінералізація локалізується в різноманітних структурно-фаціальних зонах складчастих (флішевих) Карпат і Передкарпатського прогину. У Закарпатському прогині золоте зруденіння (Берегівський і Вишківський райони) формувалося на етапі неогенової тектоно-магматичної активізації і є просторово та генетично пов'язаним з вулканічними породами ліпаритової та андезитової формацій в місцях їхнього спільного прояву. Воно представлене комплексними золотополіметалічними рудами, що належать до єдиної малоглибинної золотополіметалічної формації.
Провінція Українського щита — найбільш перспективна. На ній виявлено декілька родовищ (Клинцівське, Балка Широка, Балка Золота, Бердянське, Сергіївське, Майське та ін.), понад 10 рудовиявів та близько 20 перспективних ділянок. Золоте зруденіння пов'язане з архейськими зеленокам'яними структурами і ґнейсово-магматитовими комплексами верхнього протерозою, які не мають аналогів у закордонних щитах. Основні родовища та рудовияви золота зосереджені у трьох геоструктурних блоках: Середньо-Придніпровському, Кіровоградському, Подільському. Є перспективи виявлення родовищ у Волинському та Приазовському блоках. На Українському щиті виділяють 7 золоторудних формацій: золотоуранова, золотосульфідно-уранова, золото-скарнова, золото-аргілітова, золотосульфідно-кварцова, золотокварцова, золотосрібно-сульфідна.
У Донецькій провінції виявлені родовища корінного та розсипного золота. Корінне золото приурочене до чорносланцевої формації карбону. Найважливіше значення має Нагольчанський рудний вузол, що охоплює золотосульфідні й поліметалічно-срібні руди Бобриківського, Гостробугорського, Єсаулівського і Нагольно-Тарасівського рудних полів. Рудні тіла залягають на глибинах від 300—400 до 3300 м. Крім того, є перспективи виявлення золота в Криму, Добруджі й особливо на шельфі Чорного та Азовського морів, де відкрито ділянки з золотою мінералізацією. За закордонними даними[джерело?] загальні запаси золота в Україні на кінець XX ст. оцінювалися в 30 т, підтверджені — 20 т. Загальні прогнозні ресурси золота в Українському щиті за українськими джерелами на 2000 рік становили 2400 т. Найбільш детально були вивчені родовища у Побузькому, Кіровоградському, Середньо-Придніпровському районах, ресурси золота яких оцінювалися в 620,4 т.
Розсипопрояви золота виявлені також у донних відкладах
Північно-Західного шельфу Чорного моря.
Загальні запаси золота в Україні становили 3200 т, було ідентифіковано 236 проявів золота, 10 з яких мали по 80—135 т золота кожний.

#### Олово і вольфрам

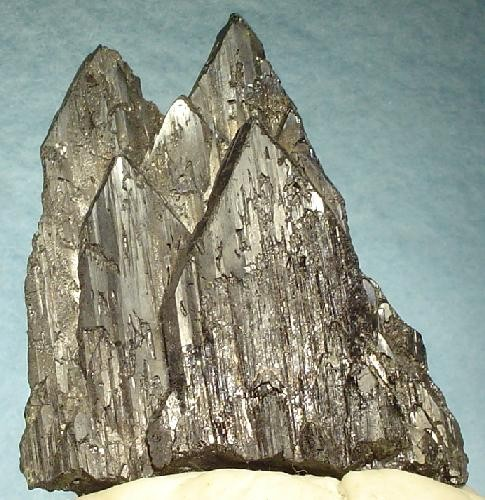
Вольфраміт — один з головних мінералів вольфрамових руд (разом із шеєлітом)

Руди олова і вольфраму локалізуються переважно в північно-західній частині Українського щита (Сушано-Пержанська зона), загальні запаси близько 100 тис. т при вмісті олова від 0,1 до 1-2 %. Руди комплексні, містять каситерит, колумбіт, вольфраміт, флюорит і кріоліт. Усі рудопрояви на початку XXI ст. знаходяться на пошуковій стадії вивченості і потребують попередньої геолого-економічної оцінки. Мінералізація вольфраму відома також в Пержанському рудному полі і в зонах контактів Корсунь-Новомиргородського і Коростенського плутонів (Кочерівська структура, Селищанський рудопрояв). Загальні прогнозні ресурси вольфраму в межах цих районів оцінюються в 105 тис. т металу.
Магнезіальні руди з платиноїдами виявлені в Середньому Побужжі, де вони приурочені до ультрабазитів, в яких вміст оксиду магнію становить 43 %, нікелю — 0,35 % і платиноїдів — 0,4 %. Перспективні ресурси магнезіальних руд з платиноїдами в межах відзначеного району становили 546 млн т. Прогнозні ресурси МГП України були незначними й складали до 300 т (~ 0,6 % світових).

### Рідкісні метали
Родовища рідкісних металів України різноманітні за віком, складом та походженням виявлені в межах Українського щита (головним чином в докембрійських утвореннях). Рудні об'єкти є у Волинському, Подільському, Центральному, Криворізько-Кременчуцькому і Приазовському районах. Всі відомі рудопрояви приурочені до гранітних пегматитів, берилієвих лужних метасоматитів, фосфорвмісних основних лужних гірських порід, карбонатитів, нефелінових та лужних сієнітів.
За формаційно-парагенетичною класифікацією рідкіснометалічні родовища України поділяють на 4 типи:
- формація рідкіснометалічних пегматитів (Балка Крута, Шевченківське, Полохівське, Стонковатське);
- габро-сієнітова формація (Азовське, Балка Мазурова);
- лужно-основна формація (Новополтавське);
- рідкіснометалічні метасоматити (Жовторічинське, Першотравневе, Калинівське, Лозоватське, Південне).

Потужним джерелом рідкісних металів можуть стати також нерідкіснометалічні родовища, зокрема:
- розсипні ільменітові, пов'язані з вивітрюванням основних порід плутонів (перспективні на скандій, ванадій), а також ільменіт-рутил-цирконієві прибережноморські розсипи (тантал, ніобій, скандій, циркон, гафній, ванадій);
- каолінові (Глуховецьке, Турбівське, Просянівське) з монацитом та ксенотимом. У пісках родовищ, які йдуть у відвали, вміст монациту сягає 1,5 кг/т;
- хлоридні високомінералізовані води Дніпровсько-Донецької западини та інших структур (літій, рубідій, цезій), а також мінералізовані, часто термальні води у районах прояву молодого вулканізму (літій, цезій);
- техногенні родовища.

Розвідані запаси і ресурси деяких з об'єктів (рудопроявів, родовищ) класифікують як великі і навіть унікальні для руд цирконію, гафнію, літію, берилію, скандію, танталу, ніобію, ітрію, лантаноїдів (2000). На Приазовському блоці виявлені і станом на 2000 рік розвідуються великі родовища рідкісних і рідкісноземельних металів (Азовське, Мазурівське).
За 1990-ті роки в Україні було розвідано низку перспективних рідкіснометалічних родовищ берилію, цирконію, літію, танталу, ніобію та ін. Також виявлені нові типи комплексних руд, що містять скандій, ванадій, ґалій та ін.
На початку XXI ст. особливо перспективними вважалися такі рудні об'єкти: Пержанське родовище берилію; Ястребецьке флюорит-циркон-рідкісноземельне родовище; Малишівське ільменіт-цирконове родовище; Полохівське, Шевченківське, Станковатське родовища літію; Азовське циркон-рідкіснометалічне; Жовторічинське скандій-ванадієве; Мазурівське циркон-рідкіснометалічне; Вербинське молібденове; Західно-Сергіївське золото-молібденове; Новополтавське апатит-рідкісноземельне; Стремигородське, Федорівське, Видиборзьке та Крапивенківське апатит-титаномагнетит-рідкіснометалічне родовища.
За так званим коефіцієнтом унікальності (відношення прогнозних ресурсів елементів до їх кларку в земній корі) найбільші рідкіснометалічні родовища України за запасами віднесені до таких категорій:
- ніобій: гігантським родовищем можна вважати Чернігівське (Новополтавське), великими — Октябрське та Яструбецьке;
- цирконій: гігантським — Яструбецьке, середніми — Чернігівське, Октябрське, Азовське;
- рідкісних земель: великими — Чернігівське та Яструбецьке, середніми — Октябрське і Азовське;
- тантал: великими — Чернігівське та Октябрське;
- стронцій: великим — Чернігівське;
- молібден: великими — Вербинське та Східно-Срергіївське, середнім — Балка Мазурова;
- літій: середнім — Полохівське родовище в петалітових пегматитах.

Більшість зі згаданих родовищ є комплексними, що підвищує їх цінність.
| Родовище, рудопрояв           | Середній вміст по родовищу | Ресурси, тис. т | Кларк в земній корі, г/т (за Виноградовим) | Коефіцієнт унікальності |
| Лантаноїдів                   |                            |                 |                                            |                         |
| ----------------------------- | -------------------------- | --------------- | ------------------------------------------ | ----------------------- |
| Чернігівське (Новополтавське) | 0,2                        | 3217            | 184                                        | 0,175×1011              |
| Чернігівське (Новополтавське) | 0,3                        | 4824            | 184                                        | 0,262×1011              |
| Чернігівське (Новополтавське) | 0,4                        | 6433            | 184                                        | 0,35×1011               |
| Октябрське                    | 0,065                      | 237             | 184                                        | 0,013×1011              |
| Яструбецьке                   | 0,14                       | 2000            | 184                                        | 0,11×1011               |
| Азовське                      | 1,3                        | 388,33          | 184                                        | 0,02×1011               |
| Петрово-Гутівське             | 5,0-6,0                    | 2,25-2,7        | 184                                        | 0,00014×1011            |
| Ітрію                         |                            |                 |                                            |                         |
| Азовське                      | 0,1                        | 29,87           | 20                                         | 0,015×1011              |
| Ніобію                        |                            |                 |                                            |                         |
| Чернігівське (Новополтавське) | 0,072                      | 1150            | 20                                         | 0,57×1011               |
| Чернігівське (Новополтавське) | 0,141                      | 2270            | 20                                         | 1,135×1011              |
| Чернігівське (Новополтавське) | з корою вивітрювання       | 1500-2500       | 20                                         | 1×1011                  |
| Октябрське                    | 0,14                       | 198             | 20                                         | 0,099×1011              |
| Яструбецьке                   | 0.021                      | 307             | 20                                         | 0,15×1011               |
| Танталу                       |                            |                 |                                            |                         |
| Чернігівське (Новополтавське) | 0,0035                     | 68,7            | 2,5                                        | 0,27×1011               |
| Чернігівське (Новополтавське) | 0,0016                     | 31,4            | 2,5                                        | 0,125×1011              |
| Чернігівське (Новополтавське) | з корою вивітрювання       | 50-100          | 2,5                                        | 0,3×1011                |
| Октябрське                    | 0,005-0,01                 | 24-44           | 2,5                                        | 0,14×1011               |
| Цирконію                      |                            |                 |                                            |                         |
| Чернігівське                  | 0,014                      | 216             | 170                                        | 0,013×1011              |
| Октябрське                    | 0,37                       | 747             | 170                                        | 0,044×1011              |
| Азовське                      | 2,5                        | 746,79          | 170                                        | 0,044×1011              |
| Яструбецьке                   | 1,46                       | 20800           | 170                                        | 1,22×1011               |
| Стронцію                      |                            |                 |                                            |                         |
| Чернігівське                  | 1,1                        | 17700           | 340                                        | 0,52×1011               |
| Молібдену                     |                            |                 |                                            |                         |
| Вербинське                    | 0,05                       | 25,2            | 1,1                                        | 0,11455×1011            |
| Сергіївське                   | 0,24                       | 32,4            | 1.1                                        | 0,3×1011                |
| Балка Мазурова                | 0,018                      | 1,35            | 1.1                                        | 0,01×1011               |
| Літію                         |                            |                 |                                            |                         |
| Полохівське                   | 11700                      | 182             | 32                                         | 0,057×1011              |

Деякі дослідження показують наявність широтних поясів концентрації рідкіснометалічних елементів в Україні. Виділяють три широтні мегазони — Північно-Українську (між 51 і 52° півн. ш.), Центрально-Українську (вздовж 48-ї паралелі) та Південно-Українську, в межах яких локалізовано більшість рудних родовищ та рудопроявів.

#### Цирконій
Запаси цирконію в Україні значні, Держбалансом враховується 7 розсипних родовищ та одне корінне (розробляють Малишівське родовище на Дніпропетровщині). Видобуток цирконію можливий на вже розвіданих і оцінених родовищах — Тарасівському, Вовчанському, Паромівському та ін.

#### Ґерманій
Запаси ґерманію (у вугіллі й лігнітах) категорій A+B+C1 на кінець XX ст. становили 36 тис. т. Крім того, ґерманій є в залізних рудах Криворізького залізорудного басейну та Кременчуцького залізорудного району.

#### Молібден

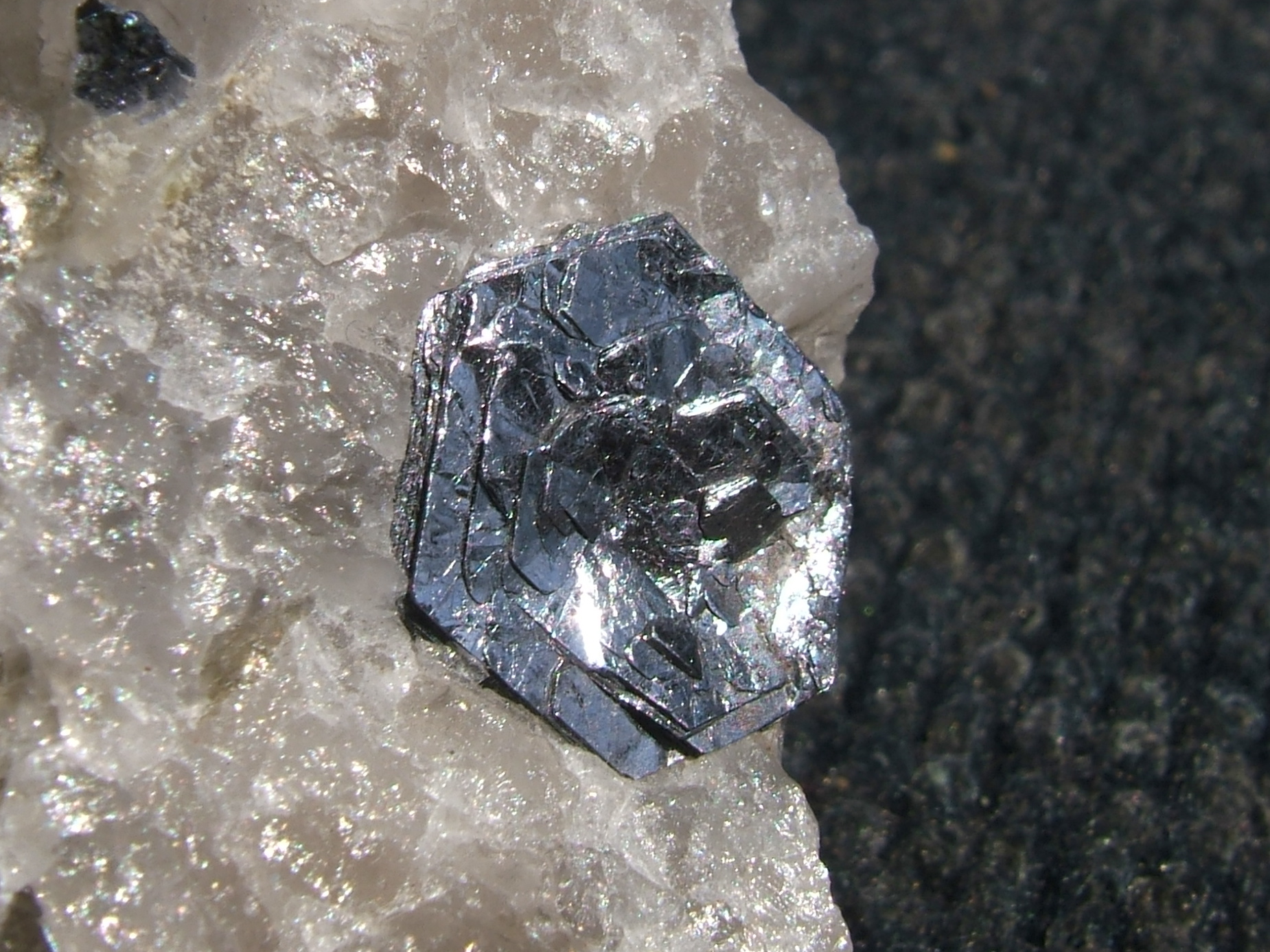
Молібденіт — головний мінерал молібденових руд.

Молібденові руди встановлені на Українському щиті. Найбільш вивчене молібденове зруденіння в північно-західній частині регіону, де воно локалізується в зоні контакту Устинівського масиву гранітів (тут виявлено 4 рудопрояви молібдену — Вербинське, Устинівське, Річицьке і Високе), а також у Середньому Придніпров'ї (Сергіївське зруденіння). Прогнозні ресурси найбільш вивченого Вербинського рудопрояву Північно-Західного району становлять 9,5 млн т при середньому вмісті молібдену 0,054 % до глибини 150 м. У Середньому Придніпров'ї молібденове зруденіння супроводжує золоторудні об'єкти Солонянського рудного поля. Перспективні ресурси молібденових руд Сергіївського родовища із вмістом молібдену від 0,06 до 0,3 % становлять 33 тис. т металу.

#### Стронцій
Єдине в Україні родовище стронцію — Новополтавське рідкіснометалічне (Запорізька область).

#### Уран
За підтвердженими запасами урану і його ресурсами 1999 року Україна посідала 1-е місце в Європі. Росія за цими показниками перевищує Україну, але її родовища залягають на Євразійському континенті. За закордонними оцінками[джерело?] Україна мала 1,8 % підтверджених світових запасів урану, що становило 45,6 тис. т. Руди, виявлені в межах Українського щита. Держбалансом запасів корисних копалин враховувалось 17 родовищ (у Кіровоградській — 14, Миколаївській — 2, Дніпропетровській — 1). Уранові руди приурочені до протерозойських натрієвих метасоматитів, розвинених у Кіровоградському ураноносному районі Українського щита. За вмістом урану (0,1-0,2 %) ці руди відносять до бідних і рядових. Дослідження кінця ХХ ст. дозволяли прогнозувати аналогічні родовища в центральній частині Українського щита.
За інформацією Геннадія Буткевича на 2019 рік ресурси уранових руд в Україні оцінювались у 560 тис. тонн, а підтверджені запаси — 270 тис. тонн.
За даними доповіді «Уран 2020: ресурси, виробництво та попит» Агентства з ядерної енергії Організації економічного співробітництва та розвитку (ОЕСР) та Міжнародного агентства з атомної енергії станом на 1 січня 2019 року ідентифіковані ресурси урану (підтверджені та передбачувані ресурси) в Україні становили 186 896 tU. 

## Нерудні (неметалічні) корисні копалини
Нерудні (неметалічні) корисні копалини — найбільш поширена група серед всіх видів мінеральної сировини України. В країні розвідано понад 4,5 тисячі родовищ неметалічних корисних копалин. На 360 рудних родовищах неметалічна сировина є супутньою корисною копалиною. Промислова розробка неметалічних корисних копалин станом на 1 січня 2019 року здійснювалося на 1300 родовищах. Серед неметалічних корисних копалин найбільше значення для економіки України мають графіт, каоліни, плавиковий шпат, фосфорити, апатит, вогнетриви, бентонітові глини й інші.

### Графіт

Видобуток графіту на Заваллівському родовищі.

Україна займала[коли?] 2-е місце у світі за запасами графіту (прогнозні ресурси — понад 1 млрд т, 20 % світових) після Китаю (26 %). Однак, на 2018 рік було розвідано великі поклади в Бразилії, Туреччині, Мозамбіку, Танзанії та ін. країнах і частка України (близько 17 млн тонн) стала незначною. 
В Україні виявлено близько 300 родовищ і проявів графіту. Графітові родовища сконцентровані в Побузькому, Бердичівському (Тетерівському), Криворізькому (Інгулецькому) і Приазовському районах Українського щита. Всі родовища належать до метаморфогенного типу. Держбалансом ресурсів України враховано 5 родовищ графіту. Родовища кристалічного графіту (Заваллівське, Троїцьке та ін.) пов'язані з тілами графітових ґнейсів і їх корою вивітрювання. Тіла залягають серед метаморфічних порід і в середньому містять 6 % графіту. Балансові запаси графітової сировини категорії A+B+C1 наприкінці XX ст. складали 125,8 млн т, графіту — 7843 тис. т. Практичний інтерес являли здебільшого пухкі породи зони вивітрювання. Їх перспективні ресурси становили на 2000 рік 869 млн т (46,3 млн т графіту), а прогнозні — 700 млн т.
До 2018 року розроблялося одне Заваллівське родовище (Заваллівський графітовий комбінат).
Видобуток графіту був вельми непостійний, зокрема, 2010 року його взагалі було припинено.
За даними Геологічної служби США 2016 року в Україні було видобуто близько 15 тис.тонн графіту і за цим показником Україна входила до вісімки провідних виробників у світі. За 2017 рік видобуток оцінювався близько 20 тис. тонн.
Геоінформ України повідомляв дещо менший видобуток: 6,1 тис. тонн за 2016 рік та 13,9 тис. тонн за 2017.

### Гірничо-хімічна сировина
Україна багата на гірничо-хімічну сировину. Великі запаси калійних солей зосереджені в Івано-Франківській (Калуське, Тростянецьке, Туро-Волинське родовища) і Львівській області (Стебниківське, Бориславське родовища). Калуське, Стебниківське і Сиваські родовища багаті на магнієві солі.
Калійні солі пов'язані з неогеновою галогенною формацією Передкарпатського передового прогину. Прикарпатський калієносний басейн складений сульфатними відмінами калійно-магнієвих солей. Усього тут відомо понад 20 родовищ. Найбільші з них Стебниківське і Калуш-Голинське. Багатопластові поклади солей зім'яті в складні складки, порушені численними скидами і насувами. Середній вміст К2О в рудах — 10-11 %, нерозчинного залишку — до 30 %. Балансові запаси категорії A+B+C1 наприкінці XX ст. в перерахунку на К2О становили 250 млн т. З 2007 року відбулася зупинка калійно-магнієвого виробництва.
Апатити. Родовища апатитових руд виявлені в межах Українського щита. Вони пов'язані з докембрійськими габро-анортозитами, лінійними тілами карбонатитів і корами їх вивітрювання. Руди комплексні апатит-титанові (Коростенський, Корсунь-Новомиргородський плутони) і апатит-рідкіснометалічні в родовищах Приазов'я, в основному бідні: вміст P2O5 2,5-5 % — у корінних породах і 5-10 % — у корі вивітрювання. Держбалансом запасів враховано 3 родовища комплексних апатитовмісних порід. Запаси апатиту категорії A+B+C1 наприкінці XX ст. становили 1955 млн т сировини (66,7 млн т P2O5). Наприкінці XX ст. ресурси апатитів в Україні оцінювалися в 130 млн т P2O5.
Плавиковий шпат (флюорит) утворює родовища і вияви в Північно-Західному районі Українського щита, Волино-Подільському регіоні й у Приазов'ї. Державним балансом запасів враховане одне Покрово-Киреєвське родовище (східна частина Приазовського блоку) з запасами С1 — 1,9 млн т руди (1,2 млн т CaF2). Перспективним є Бахтінське родовище (Подільська зона), перспективні ресурси флюориту якого становлять 184,1 млн т. По Україні загалом — 221,8 млн т.
Кам'яна сіль пов'язана з пермськими (Донбас, Дніпровсько-Донецька западина), юрськими (Переддобруджинський прогин) і неогеновими (Передкарпаття і Закарпаття) галогенними формаціями. Пластові родовища експлуатуються на Донбасі (Артемівське, Новокарфагенське) і в Передкарпаття (Губицьке, Верхньострутинське), солянокупольні — в Дніпровсько-Донецькій западині (Єфремівське, Роменське), на Донбасі (Слов'янське) і Закарпатті (Солотвинське). Вміст NaCl в солях досягає 98-99 %. Значні запаси кухонної солі містить ропа солоних озер і лиманів (Сиваш та ін.) і природні підземні розсоли в Передкарпатті. Держбалансом запасів враховано 14 родовищ кухонної солі, в тому числі: 8 — кам'яної солі, 2 — садової солі-ропи, 3 — соляних розсолів, 1 — кам'яної солі зі шламу. Розвідані запаси кухонної солі (категорії A+B+C1) наприкінці XX ст. становили 16,6 млрд т (здебільшого — кам'яна сіль).
Сірка. За розвіданими запасами самородної сірки України посідає одне з перших місць у світі (1-е місце серед країн пострадянського простору). Родовища самородної сірки зосереджені в Передкарпатському сірконосному басейні. Наприкінці XX ст. Держбалансом запасів України було враховано 12 родовищ (5 із них розроблялося[джерело?]). Найбільші родовища — Немирівське, Язівське, Подорожненське, Роздольське та Яворівське. Розвідані запаси (категорії A+B+C1) становили 665 млн т, сірки — 166 млн т.
На початку 1990-х років виробництво сірки в Україні перевищувало потреби й значний її обсяг експортувався (1,5-2,9 млн тонн за рік). Основний обсяг видобувався відкритим (кар'єрним) способом, що призводило до погіршення екології. Перехід на екологічний метод підземного виплавляння сірки призвів до різкого скорочення видобутку та збільшення витрат.
Собівартість видобутку на найбільш рентабельному Язівському родовищі становила 85$ за тонну при світових цінах на сірку 40—60$. З 2007 року видобуток самородної сірки було припинено. У Передкарпатському басейні із 2000 року проводилися тільки роботи з підтримання родовищ в екологічно безпечному стані: осушення колишніх кар'єрів, водовідведення, охорона тощо.
Фосфорити. Фосфорити залягають у Придніпров'ї (Незвиське), Чернігівській (Кролевецьке) і Харківській (Ізюмське) областях. У кінці ХХ століття відкрито Покрово-Керченське родовище апатитів.
Пластові поклади фосфоритів конкреційного й зернистого типів є в кількох районах Волино-Поділля, Передкарпаття, Придністров'я, Дніпровсько-Донецької западини і Донбасу. Це переважно малопотужні пласти (0,5-1,0 м, рідше — до 3-5 м) кварц-глауконітових пісків, мергелей і вапняків, рідше — глини. Протяжність пластів досягає іноді десятків кілометрів. Вміст P2O5 в жовно-зернистих фосфоритах 3-8 %, в галечникових та конкреційних фосфоритах — до 34-38 %. Запаси фосфоритів категорій A+B+C1 наприкінці XX ст. становили 300 млн т сировини і 6,7 млн т P2O5. За закордонними даними[джерело?] ресурси фосфоритів в Україні наприкінці XX ст. оцінювалися в 400 млн т (P2O5). За даними Держбалансу запасів України прогнозні ресурси фосфоритів на 2000 рік становили 1055 млн т руди.

### Дорогоцінне та декоративне каміння
Дорогоцінне та декоративне каміння є важливим елементом мінерально-сировинного комплексу України.
Стан вивченості українських каменів незадовільний. Винятком є самоцвіти Волині, альмандин Закарпаття, опал Катеринівського прояву та квадрит Жовторічнянського родовища. Розвідано 8 родовищ і виявлено понад 300 проявів близько 40 видів ювелірного та ювелірно-виробного каменю. Всі вони, а також родовища та рудопрояви декоративного каменю зосереджені головним чином у 4-х геологічних структурах: Українському щиті, Карпатських та Кримських горах і Дніпровсько-Донецькій западині. Кожна з них має власний перелік корисних копалин і відмінну від інших геологічну будову.

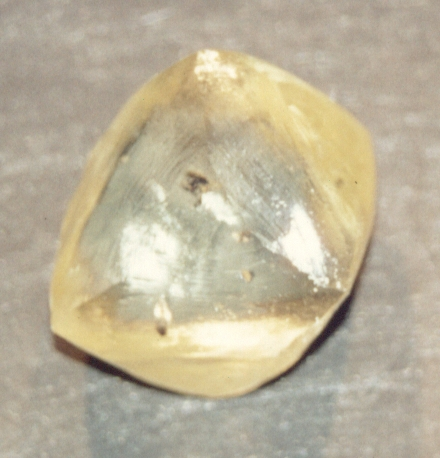
Алмаз.

У геологічних утвореннях України виявлено таке дорогоцінне каміння: алмаз, рубін, моріон, димчастий кварц, гірський кришталь, аметист, цитрин, хризопраз, опал, топаз, фенакіт, циркон, хризоліт, піроп, альмандин, смарагд, геліор, аквамарин, турмалін, бурштин, халцедон, сердолік, агат, кривавик, тигрове, котяче та соколине око, родоніт, нефрит, лабрадор, амазоніт, содаліт, рожевий кварц, кремінь, яшма, уварцит, джеспіліт, обсидіан, скам'яніле дерево, чорноморит, унгварит, пірофіліт, родохрозит, мармуровий онікс, мармур, гагат та інш.
Найбільш відомі родовища коштовних каменів в Україні: Волинське (топаз, берил, кварц, графічний пегматит), Клесівське (бурштин), Головинське та Федорівське (іризуючий лабрадор), Калюсицьке (онікс мармуровий), Прилуцьке (родоніт, родохрозит), Кур'янівське та Нагорнянське (агальматоліт). Найбільш унікальні родовища знаходяться в межах Українського щита. В цілому, запаси кольорових каменів є у Волинській і Рівненській областях,
Приазов'ї і Кривому Розі. Тут трапляються берил, топаз, бурштин, аметист, агат, яшма, гірський кришталь.
Алмази всіх відомих генетичних типів виявлені наприкінці XX ст. на Українському щиті, Донецькій складчастій споруді і Скіфській плиті. Відкриттям 1999—2000 років стали перші 168 алмазів з кімберлітових структур Приазов'я.

### Будівельні та індустріальні корисні копалини
В Україні відомі численні родовища гіпсу (Пісківське, Михайлівське, Артемівське та інш.), каоліну (Великогадомінецьке, Глуховецьке, Володимирське та інш.), бентонітових і палигорськітових глин (Черкаське, Горбське та інш.), цеолітів (Сокирницьке), флюсових вапняків і доломіту (Оленівське, Новотроїцьке, Каракубське та інш.), вогнетривких глин (20 родовищ, зокрема Часів-Ярське, Новорайське, Новоселицьке, Пологівське та інш.), кварцитів (Овручське, Баничське), формувальних пісків (Оріхівське, Пологівське та інш.), кварцових пісків (Великоглібовичське, Новомихайлівське, Красногорівське та інш.), озокериту (Бориславське), природних пігментів (Целик), перліту в Закарпатті, магнезиту (Правдинське), нефеліну в Приазов'ї та інш.

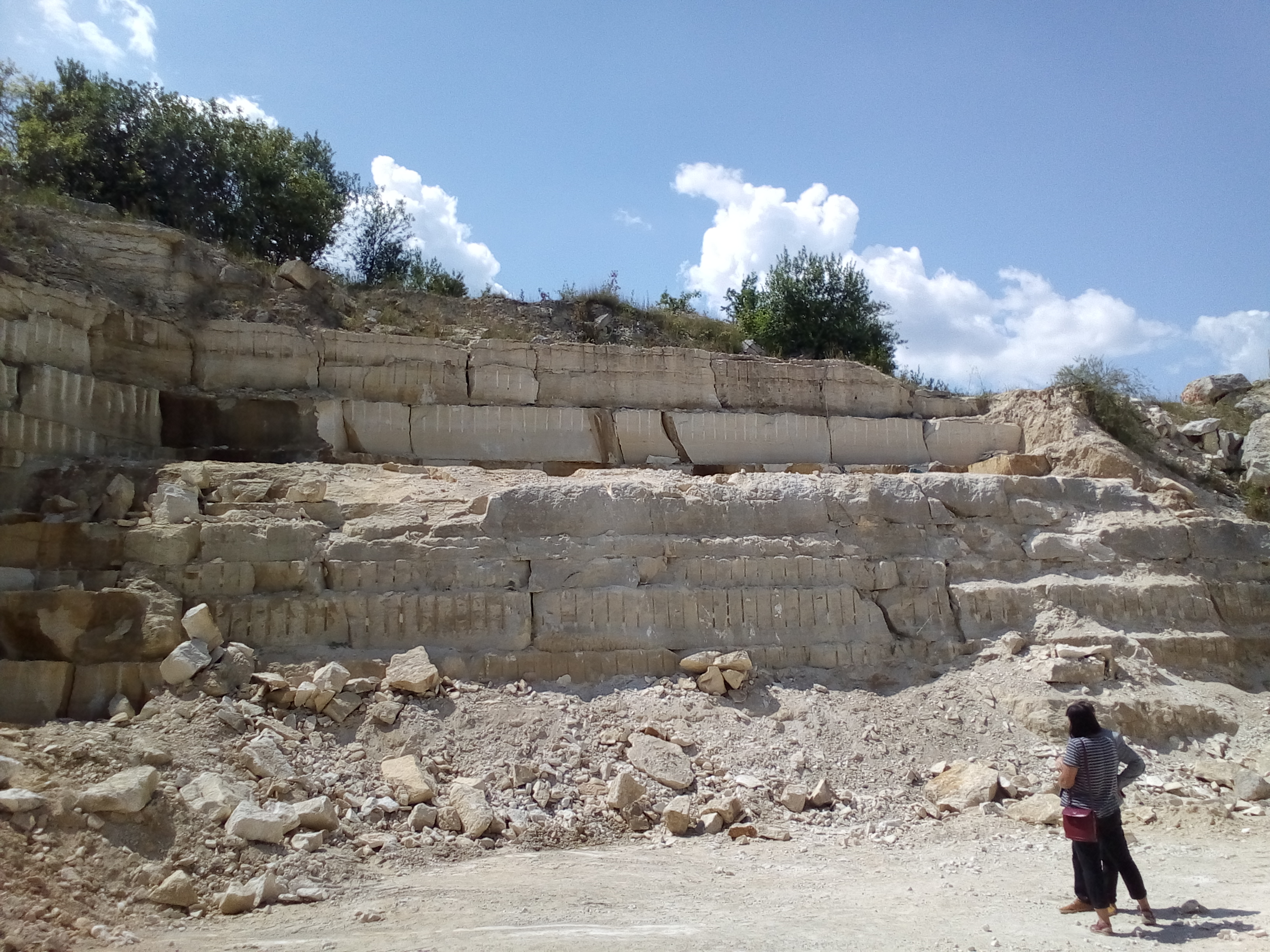
Вапняковий кар'єр. Львівська область. 2019 р.

Державний баланс запасів корисних копалин України враховував 35 родовищ гіпсу, 34 родовища каоліну, 6 родовищ бентонітових глин, 22 родовища піску формувального, 8 родовищ доломіту, 5 родовищ кварциту і кварцових пісків. Наприкінці XX ст. розвідані запаси гіпсу та ангідриту (категорії A+B+C1) в Україні становили 458 млн т, каоліну (всього — 455 млн т, первинного — 342,2 млн т, вторинного — 66,2 млн т, лужного — 46,6 млн т); бентонітових глин — 61,2 млн т; піску формувального — 889 млн т; доломіту 424,5 млн т; кварциту і кварцових пісків 154,8 млн т. Географічно ці родовища розташовуються так: великі запаси флюсових вапняків розміщені в Донецькій області та Автономній Республіці Крим, а доломітів — у Донецькій, Дніпропетровській і Закарпатській областях. Основні запаси вогнетривких глин у Донецькій, Дніпропетровській, Запорізькій і Черкаській областях, кварцитів — у Житомирській (Овруцьке), Кіровоградській (Малоскелеватське), Сумській (Банницьке) та Донецькій (Красногорівське) областях. Найбільші родовища формувальних матеріалів є в Донецькій, Дніпропетровській, Харківській і Запорізькій областях. Особливо багато в Україні високоякісного каоліну, запаси якого зосереджені в Житомирській, Хмельницькій, Черкаській, Дніпропетровській і Запорізькій областях. На бентонітові глини багаті Черкаська і Закарпатська області. У Тернопільській, Хмельницькій, Івано-Франківській і Львівській областях розміщені основні родовища вапняків.
Для виробництва вогнетривів необхідні тальк-магнезити і форстерити. Промислові запаси перших локалізуються в межах Правдинського родовища, пошуки форстеритових вогнетривів велися у Приазов'ї. У Криворізькому басейні було до 5 млрд т талькових порід, які також могли бути використані як сировина для виробництва вогнетривів.
В Україні розвідано понад 1300 родовищ нерудних будівельних матеріалів: магматичні, метаморфічні і осадові породи різного віку. Найбільше значення мають родовища цементної сировини: вапняку (Волощинське, Григорівське та інш.), мергелю (Здолбунівське, Краматорське та інш.), глини (Гуменецьке, Волощинське та інш.), опоки (Первозванівське, Коноплянське, Амвросіївське та інш.). Держбалансом запасів враховано 335 родовищ піску будівельного, розвідані запаси якого (категорії A+B+C1) на 1998 рік становили 2600 млн м³. Було також 36 родовищ цементної сировини, 61 родовище крейди.
Україна має значні ресурси й запаси високоглиноземної сировини, що локалізується головним чином в докембрійських утвореннях Українського щита. Вона представлена андалузит-, дистен- та силліманітвмісними породами (кварцити, сланці, ґнейси тощо) та продуктами їх вивітрювання. Державним балансом запасів враховувалися запаси дистену та силліманіту в пісках 2-х комплексних родовищ: Малишевському та Вовчанському (Дніпропетровщина). Наприкінці XX ст. прогнозні ресурси силліманіту в Приазов'ї оцінювалися в 60-70 млн т. Розвідані запаси високоглиноземної сировини (категорії A+B+C1) в Україні становили близько 186 млн м³ руди і 3,2 тис. т мінералів.
| Родовища каолінів | Запаси (тис. т) | Річний видобуток (тис. т) | Вміст каоліну (%) |
| ----------------- | --------------- | ------------------------- | ----------------- |
| Проснянське       | 69548           | 378                       | 45-72             |
| Володимирівське   | 11048           | 226                       | 82                |
| Велико-Гадомицьке | 83050           | —                         | 60                |
| Глухівське        | 55563           | 176                       | 55-60             |

### Облицювальний камінь
Особливе економічне значення серед мінеральної сировини України належить облицювальному каменю. Розвідано понад 300 родовищ природного облицювального каменя. Основним джерелом облицювального каменя є Український щит, в межах якого зосереджено близько 140 родовищ гранітів, чарнокітів, ендербітів, габро, лабрадоритів з високими технічними і декоративними властивостями. Значні запаси граніту зосереджені в Кіровоградській, Запорізькій, Дніпропетровській і Донецькій областях. Серед різноманіття українського декоративного каменю особливу увагу привертають граніти: червонокапустинський (Новоукраїнка Кіровоградської області), червоно-жовтий, сірий, коричневий, рожево-червоний (Омелянівське, Корнінське, Дідковецьке, Лизниківське родовища на Житомирщині), темно-малиновий та сірий (Токівське та Кудашівське на Дніпропетровщині); сірий (Танське на Черкащині та Янцівське на Запоріжчині) та ін. Серед лабрадоритів та габро відомі українські родовища: Осниківське, Синій Камінь, Верхолузьке, Торчинське. Назагал, поклади облицювального каменю є в більшості областей, але найцінніші види його залягають на Поліссі — в Рівненській, Житомирській, а також Запорізькій, Закарпатській і Хмельницькій областях.
| Родовища облицювального каменю | Вид каменю               | Запаси (тис. м³) | Річний видобуток (тис. м³) |
| ------------------------------ | ------------------------ | ---------------- | -------------------------- |
| Гранітоїди                     |                          |                  |                            |
| Капустинське                   | Граніт червоний          | 3545,6           | 22                         |
| Новоукраїнське                 | Граніт червоний          | 49735            | 2                          |
| Токівське                      | Гранодіорит світло-сірий | 14116            | 11,4                       |
| Корнинське                     | Граніт червоно-сірий     | 5501             | —                          |
| Дідковицьке                    | Граніт рожево-сірий      | 4504             | —                          |
| Кудашівське                    | Граніт світло-сірий      | 11268            | —                          |
| Богуславське                   | Граніт червоно-сірий     | 6249             | 1                          |
| Покостівське                   | Гранодіорит світло-сірий | 2856             | 4,9                        |
| Габроїди                       |                          |                  |                            |
| Головинське                    | Лабрадорит чорний        | 12424            | 2,2                        |
| Васьковицьке                   | Лабрадорит світло-сірий  | 410              | —                          |
| Сліпицьке                      | Габронорит чорний        | 11954            | 21,8                       |

## Гідромінеральні ресурси
За запасами гідромінеральних ресурсів Україна займає провідне місце в Європі. Станом на 01. 01.2017 в Україні розвідано і затверджено Українською територіальною комісією по запасах корисних копалин (УкрТКЗ) та Державною комісією України по запасах корисних копалин (ДКЗ) 635 родовищ підземних питних і технічних вод, 250 родовищ мінеральних вод, 2 родовища підземних теплоенергетичних вод і 2 родовища підземних промислових вод. Територіально гідромінеральні ресурси розподілені надто нерівномірно по території країни; основна частина (близько 70 %) зосереджена в північних і західних областях. Широко розвинені практично всі відомі типи вод: вуглекислі, сульфідні, радонові різного хімічного складу (Поляна Квасова, Шаян, Трускавець, Свалявська група, Березовське, Куяльник та інші). Родовища термальних вод відомі в Закарпатті (Ужгородське та ін.) і в Криму (Саки, Красне, Колодязне та ін.). Глибина їх залягання 600-3000 м, температура води від 40-80 до 110 °C. Дебіт свердловин 150—2500 м³/добу.
Станом на 01.01.2019 р. в Україні виділяли такі гідрогеологічні райони першого порядку:
- Дніпровсько-Донецький артезіанський басейн;
- Волино-Подільський артезіанський басейн;
- Причорноморський артезіанський басейн;
- Гідрогеологічна провінція Донецької складчастої області;
- Область тріщинних вод Українського щита;
- Гідрогеологічна провінція складчастої області Гірського Криму;
- Гідрогеологічна провінція складчастої області Українських Карпат.

## Розвідка родовищ корисних копалин
На початку XXI ст. спостерігалася тенденція певного збільшення обсягів геологорозвідувальних робіт. Так, у першому півріччі 2003 виконано геологорозвідувальних робіт на суму 151893 тис. грн (+175,4 % до аналогічного періоду 2002). Підприємствами галузі отримані такі прирости запасів: нафти і конденсату — 262 тис. т; природного газу — 3559 млн м³; вугілля (антрациту) — 10377 тис. т; бурштину — 1225 кг; топазу — 66,1 кг; п'єзооптичної мінеральної сировини — 1469 кг. Проте, геологічна галузь України має ряд проблем, висвітлених незалежними експертами. Для подолання цих проблем у 2016 розроблена Концепція реформування геологічної галузі України.

### Використана
- Мала гірнича енциклопедія : у 3 т. / за ред. В. С. Білецького. — Д. : Донбас, 2004. — Т. 1 : А — К. — 640 с. — ISBN 966-7804-14-3.
- Галецький Л. С. Атлас «Геологія і корисні копалини України» / Галецький Л. С., Чернієнко Н. М., Брагін Ю. М. [та ін.] ; під ред. Л. С. Галецького. — Київ : УІЦПТ «Геос-ХХІ століття», 2001. — 168 с. — ISBN 966-02-2139-8.
- Атлас родовищ нафти і газу України : у 6 т. / гол. ред. М. М. Іванюта. — Львів : Центр Європи, 1998. — ISBN 966-7022-04-8.
- Неметалічні корисні копалини України: Підручник /В. А. Михайлов, Г. Ф. Виноградов, М. В. Курило, Л. С. Михайлова,. В. В. Шунько та ін. Київ. — 2007. — 507 с.
- Л. С. Галецький. Роль і значення стратегічних мінеральних ресурсів України для Європи. — В: Актуальні проблеми та перспективи розвитку геології: наука й виробництво / Л. С. Галецький, О. О. Ремезова, Н. М. Чернієнко ; Головний редактор : д-р. техн. наук, проф. Гошовський Сергій Володимирович // УкрДГРІ. — Матеріали Міжнародного геологічного форуму (15-20 серпня 2016, с. Коблеве, Миколаївська обл., Україна).. — К., 2016. — С. 47—52. — 331 с. — ISBN 978-966-7896-74-4.
- Мінеральні ресурси України : Щорічник / С.І. Примушко ; В.Ф. Величко. —  ДНВП «Геоінформ України». — Київ, 2021. — 270 с.
- Мінеральні ресурси України : Щорічник / С.І. Примушко ; В.С. Лабузна ; В.Ф. Величко. —  ДНВП «Геоінформ України». — Київ, 2018. — 270 с.
- Корисні копалини України / Велика Українська Енциклопедія [Архівовано 18 травня 2021 у Wayback Machine.]
- Mineral commodity summaries 2019. — U.S. Department of the Interior, U.S. Geological Survey. — Reston, Virginia, 2019. — ISBN 978-1-4113-4283-5. — doi:10.3133/70202434.
- U.S. Geological Survey, 2022, Mineral commodity summaries 2022: U.S. Geological Survey, 200 p. [Архівовано 7 серпня 2020 у Wayback Machine.], https://doi.org/10.3133/mcs2020.
- Білецький В. С. Корисні копалини. / У кн.. «Україна. 30 років незалежності». Стислий довідник / За ред. д. і. н., проф. Киридон А. М. Київ: Державна наукова установа «Енциклопедичне видавництво», 2021. 536 с. С. 175—178.
- Гірничий енциклопедичний словник : у 3 т. / за ред. В. С. Білецького. — Д. : Східний видавничий дім, 2004. — Т. 3. — 752 с. — ISBN 966-7804-78-X.
- Білецький В. С., Гайко Г. І. Хронологія гірництва в країнах світу. — Донецьк : Донецьке відділення НТШ : Редакція гірничої енциклопедії : УКЦентр, 2006. — 224 с.
- Гайко Г. І., Білецький В. С. Історія гірництва: Підручник. — Київ-Алчевськ: Видавничий дім «Києво-Могилянська академія», видавництво «ЛАДО» ДонДТУ, 2013. — 542 с.

### Для подальшого вивчення
- Ukraine: a concise encyclopedia / orew. E. J. Simmons ; ed. V. Kubijovyc. — Toronto : University of Toronto press, 1963. Vol. 1. — Vol. Vol. 1. — 1185 p. (англ.)
- Ukraine: a concise encyclopedia / orew. E. J. Simmons ; ed. V. Kubijovyc. — Toronto : University of Toronto press, 1963. Vol. 2. — 1988. — XXXIII. — Vol. Vol. 2. — 1394 p. — ISBN 0-8020-3261-3. (англ.)
- Гурський Д. С. Металічні корисні копалини // Металічні і неметалічні корисні копалини / Гурський Д. С., Єсипчук К. Ю., Калінін В. І. [та ін.] ; Наук. ред. М. П. Щербак, О. Б. Бобров. — НАН України, Держ. геолог. служба України.. — Київ : Центр Європи, 2006. — Т. 1. — 739 с. — ISBN 966-7022-61-7.
- Гурський Д. С. Неметалічні корисні копалини // Металічні і неметалічні корисні копалини / Гурський Д. С., Єсипчук К. Ю., Калінін В. І. [та ін.] ; Наук. ред. М. П. Щербак, С. В. Гошовський. — НАН України, Держ. геолог. служба України.. — Київ : Центр Європи, 2006. — Т. 2. — 551 с. — ISBN 966-7022-63-3.
- С. О. Довгий, В. І. Павлишин. Екологічна мінералогія України. — Рада національної безпеки і оборони України, Український ін-т досліджень навколишнього середовища і ресурсів, НАН України, Інститут геохімії, мінералогії та рудоутворення. — Київ : Наукова думка, 2003. — 150 с. — ISBN 966-00-0613-6.
- Омельчук О.В., Загнітко В.М., Курило М.М. Пошуки та розвідка родовищ корисних копалин : електронний підручник. — ННІ «Інститут геології». — 2017. — 198 с.
- Із чарівних комор підземелля. Світ корисних копалин України / В. В. Губарець, І. А. Падалка. — К. : Техніка, 2003. — 255 с. : іл., фото. — Покажч.: с. 245—251. — Л-ра: с. 252. — ISBN 966-575-071-2
- Сивий Мирослав. Географія мінеральних ресурсів України: монографія / Мирослав Сивий, Ігор Паранько, Євген Іванов. Львів: Простір М, 2013. — 683 с.